# Liste der Dörfer und Ortsteile in Baden-Württemberg
Die Liste der Dörfer und Ortsteile in Baden-Württemberg
enthält die 2.693 Orte mit Gemeindezugehörigkeit in Baden-Württemberg.
Es handelt sich überwiegend um frühere Gemeinden und gegenwärtige Ortschaften. Die Anzahl der Wohnplätze ist weitaus zahlreicher. So gibt oder gab es in Baden-Württemberg 17.402 Wohnplätze, wie anlässlich der Volkszählung vom 6. Juni 1961 festgestellt wurde. Zu diesen Wohnplätzen gehören im ländlichen Raum neben Dörfern auch Weiler und Höfe, und in innerstädtischen Gebieten Stadtteile.
Seit dem Abschluss der Gebietsreform in Baden-Württemberg (1968 bis 1975) gab es 1.111 Gemeinden am 1. Januar 1975 und 1.101 Gemeinden ab 2011,
darunter
- Landeshauptstadt (Stuttgart)
- 8 weitere Stadtkreise (Baden-Baden, Freiburg im Breisgau, Heidelberg, Heilbronn, Karlsruhe, Mannheim, Pforzheim, Ulm)
- 1.092 kreisangehörige Gemeinden in 35 Landkreisen, darunter 96 Große Kreisstädte.

Zu Beginn der Gebietsreform am 1. September 1968 gab es noch 3.379 Gemeinden. 2.268 Gemeinden wurden somit aufgelöst (eingemeindet oder fusioniert). Sie erhielten einen besonderen Status als Ortschaften mit Ortschaftsrat.

## Dörfer und Ortsteile in Baden-Württemberg
- Aach zu Dornstetten
- Aach-Linz zu Pfullendorf
- Aasen zu Donaueschingen
- Ablach zu Krauchenwies
- Achdorf zu Blumberg
- Achkarren zu Vogtsburg
- Adelhausen zu Rheinfelden
- Adelsberg zu Zell
- Adelshofen zu Eppingen
- Adelsreute zu Ravensburg
- Adersbach zu Sinsheim
- Adolzfurt zu Bretzfeld
- Adolzhausen zu Niederstetten
- Affaltrach zu Obersulm
- Affstätt zu Herrenberg
- Aftersteg zu Todtnau
- Agenbach zu Neuweiler
- Ahausen zu Bermatingen
- Ahldorf zu Horb
- Ahlen zu Uttenweiler
- Aich zu Aichtal
- Aichelau zu Pfronstetten
- Aichelberg zu Aichwald
- Aichelberg zu Bad Wildbad
- Aichen zu Waldshut-Tiengen
- Aichhalden zu Simmersfeld
- Aichschieß zu Aichwald
- Aichstetten zu Pfronstetten
- Ailingen zu Friedrichshafen
- Ailringen zu Mulfingen
- Aistaig zu Oberndorf
- Aixheim zu Aldingen
- Albeck zu Langenau
- Alberweiler zu Schemmerhofen
- Alberweiler zu Herdwangen-Schönach
- Aldingen zu Remseck
- Allfeld zu Billigheim
- Allmannsweier zu Schwanau
- Allmersbach am Weinberg zu Aspach
- Altbierlingen zu Ehingen
- Altbulach zu Neubulach
- Altburg zu Calw
- Altdorf zu Ettenheim
- Altenbach zu Schriesheim
- Altenburg zu Jestetten
- Altenburg zu Reutlingen
- Altenheim zu Neuried
- Altenschwand zu Rickenbach
- Altensteigdorf zu Altensteig
- Altersberg zu Gschwend
- Altglashütten zu Feldberg
- Althausen zu Bad Mergentheim
- Altheim zu Frickingen
- Altheim zu Horb
- Altheim zu Leibertingen
- Altheim zu Schemmerhofen
- Altheim zu Staig
- Altheim zu Walldürn
- Altingen zu Ammerbuch
- Altkrautheim zu Krautheim
- Altmannshofen zu Aichstetten
- Altneudorf zu Schönau
- Altoberndorf zu Oberndorf
- Altschweier zu Bühl
- Altsimonswald zu Simonswald
- Altsteußlingen zu Ehingen
- Amlishagen zu Gerabronn
- Ammertsweiler zu Mainhardt
- Amoltern zu Endingen
- Amorbach zu Neckarsulm
- Amrichshausen zu Künzelsau
- Amrigschwand zu Höchenschwand
- Andelfingen zu Langenenslingen
- Angeltürn zu Boxberg
- Anhausen zu Hayingen
- Anselfingen zu Engen
- Apfelbach zu Bad Mergentheim
- Apfelstetten zu Münsingen
- Äpfingen zu Maselheim
- Archshofen zu Creglingen
- Arnach zu Bad Wurzach
- Arnbach zu Neuenbürg
- Arnegg zu Blaustein
- Arnsdorf zu Braunsbach
- Asbach zu Obrigheim
- Asch zu Blaubeuren
- Aschhausen zu Schöntal
- Asemwald zu Stuttgart
- Asperglen zu Rudersberg
- Aßmannshardt zu Schemmerhofen
- Atzenbach zu Zell
- Au zu Weisenbach
- Au/Unterer Wert zu Tübingen
- Auendorf zu Bad Ditzenbach
- Auenheim zu Kehl
- Auenstein zu Ilsfeld
- Auerbach zu Elztal
- Auerbach zu Karlsbad
- Auernheim zu Nattheim
- Aufhausen zu Bopfingen
- Aufhausen zu Geislingen
- Aufhofen zu Schemmerhofen
- Auingen zu Münsingen
- Aulfingen zu Geisingen
- Aurich zu Vaihingen an der Enz
- Baach zu Weinstadt
- Baach zu Winnenden
- Babstadt zu Bad Rappenau
- Bach zu Erbach
- Bach und Altenberg zu Aichhalden
- Bachenau zu Gundelsheim
- Bachheim zu Löffingen
- Bächlingen zu Langenburg
- Bad Cannstatt zu Stuttgart
- Bad Griesbach zu Bad Peterstal-Griesbach
- Bad Imnau zu Haigerloch
- Bad Langenbrücken zu Bad Schönborn
- Bad Mingolsheim zu Bad Schönborn
- Bad Niedernau zu Rottenburg
- Bad Peterstal zu Bad Peterstal-Griesbach
- Bad Rippoldsau zu Bad Rippoldsau-Schapbach
- Bad Teinach zu Bad Teinach-Zavelstein
- Bahnbrücken zu Kraichtal
- Bahnstadt zu Heidelberg
- Baiereck zu Uhingen
- Baiertal zu Wiesloch
- Baisingen zu Rottenburg
- Baitenhausen zu Meersburg
- Baldern zu Bopfingen
- Balg zu Baden-Baden
- Ballenberg zu Ravenstein
- Ballmertshofen zu Dischingen
- Ballrechten zu Ballrechten-Dottingen
- Balsbach zu Limbach
- Baltersweil zu Dettighofen
- Baltringen zu Mietingen
- Balzhofen zu Bühl
- Balzholz zu Beuren
- Bambergen zu Überlingen
- Bamlach zu Bad Bellingen
- Bankholzen zu Moos
- Bannholz zu Weilheim
- Bargau zu Schwäbisch Gmünd
- Bargen zu Engen
- Bargen zu Helmstadt-Bargen
- Bartenbach zu Göppingen
- Bartenstein zu Schrozberg
- Bauerbach zu Bretten
- Baumerlenbach zu Öhringen
- Bauschlott zu Neulingen
- Baustetten zu Laupheim
- Bebenhausen zu Tübingen
- Bechingen zu Riedlingen
- Bechtersbohl zu Küssaberg
- Bechtoldsweiler zu Hechingen
- Beckstein zu Lauda-Königshofen
- Beffendorf zu Oberndorf
- Behla zu Hüfingen
- Beihingen zu Freiberg
- Beihingen zu Haiterbach
- Beimbach zu Rot
- Beinberg zu Bad Liebenzell
- Beiningen zu Blaubeuren
- Beinstein zu Waiblingen
- Beizkofen zu Hohentengen
- Bellamont zu Steinhausen
- Belsenberg zu Künzelsau
- Benzenzimmern zu Kirchheim
- Benzingen zu Winterlingen
- Berau zu Ühlingen-Birkendorf
- Berg zu Ehingen
- Berg zu Friedrichshafen
- Bergalingen zu Rickenbach
- Bergenweiler zu Sontheim
- Bergfelden zu Sulz
- Berghausen zu Pfinztal
- Bergheim zu Heidelberg
- Bergöschingen zu Hohentengen
- Berkheim zu Esslingen
- Berlichingen zu Schöntal
- Bermaringen zu Blaustein
- Bermersbach zu Forbach
- Bermersbach zu Gengenbach
- Bernbach zu Bad Herrenalb
- Bernbrunn zu Gundelsheim
- Berneck zu Altensteig
- Bernhausen zu Filderstadt
- Bernloch zu Hohenstein
- Bernsfelden zu Igersheim
- Berolzheim zu Ahorn
- Berwangen zu Dettighofen
- Berwangen zu Kirchardt
- Besenfeld zu Seewald
- Betenbrunn zu Heiligenberg
- Betra zu Horb
- Bettenhausen zu Dornhan
- Bettingen zu Wertheim
- Bettmaringen zu Stühlingen
- Bettringen zu Schwäbisch Gmünd
- Betzenhausen zu Freiburg
- Betzingen zu Reutlingen
- Betzweiler zu Loßburg
- Beuren zu Hechingen
- Beuren zu Isny
- Beuren zu Mengen
- Beuren zu Salem
- Beuren zu Simmersfeld
- Beuren zu Singen
- Beuren zu Tengen
- Beutelsbach zu Weinstadt
- Bezgenriet zu Göppingen
- Biberach zu Heilbronn
- Bibersfeld zu Schwäbisch Hall
- Bichishausen zu Münsingen
- Bickelsberg zu Rosenfeld
- Bickensohl zu Vogtsburg
- Biengen zu Bad Krozingen
- Bierbronnen zu Weilheim
- Bieringen zu Rottenburg
- Bieringen zu Schöntal
- Bierlingen zu Starzach
- Bierstetten zu Bad Saulgau
- Bieselsberg zu Schömberg
- Biesendorf zu Engen
- Biesingen zu Bad Dürrheim
- Bietenhausen zu Rangendingen
- Bietigheim zu Bietigheim-Bissingen
- Bietingen zu Gottmadingen
- Bietingen zu Sauldorf
- Bihlafingen zu Laupheim
- Bildechingen zu Horb
- Bilfingen zu Kämpfelbach
- Billafingen zu Langenenslingen
- Billafingen zu Owingen
- Billingsbach zu Blaufelden
- Binningen zu Hilzingen
- Binsdorf zu Geislingen
- Binzgen zu Laufenburg
- Binzwangen zu Ertingen
- Birkach zu Stuttgart
- Birkendorf mit Vogelsang zu Ühlingen-Birkendorf
- Birkendörfle zu Stuttgart
- Birkenhard zu Warthausen
- Birkingen zu Albbruck
- Birkmannsweiler zu Winnenden
- Birndorf zu Albbruck
- Bischoffingen zu Vogtsburg
- Bissingen zu Bietigheim-Bissingen
- Bissingen zu Herbrechtingen
- Bittelbronn zu Haigerloch
- Bittelbronn zu Horb
- Bittelbronn zu Möckmühl
- Bittelbrunn zu Engen
- Bittelschieß zu Krauchenwies
- Bittenfeld zu Waiblingen
- Bitzfeld zu Bretzfeld
- Blankenloch zu Stutensee
- Blansingen zu Efringen-Kirchen
- Blasiwald zu Schluchsee
- Bleibach zu Gutach
- Bleichheim zu Herbolzheim
- Bleichstetten zu St. Johann
- Blitzenreute zu Fronreute
- Blochingen zu Mengen
- Blönried zu Aulendorf
- Blumegg zu Stühlingen
- Blumenfeld zu Tengen
- Blumweiler zu Creglingen
- Bobstadt zu Boxberg
- Bochingen zu Oberndorf
- Böckingen zu Heilbronn
- Bockschaft zu Kirchardt
- Bodersweier zu Kehl
- Bödigheim zu Buchen
- Bodman zu Bodman-Ludwigshafen
- Böffingen zu Glatten
- Bofsheim zu Osterburken
- Bohlingen zu Singen
- Bohlsbach zu Offenburg
- Böhringen zu Dietingen
- Böhringen zu Radolfzell
- Böhringen zu Römerstein
- Bolheim zu Herbrechtingen
- Boll zu Bonndorf
- Boll zu Hechingen
- Boll zu Oberndorf
- Boll zu Sauldorf
- Bollenbach zu Haslach
- Bollingen zu Dornstadt
- Bolstern zu Bad Saulgau
- Bombach zu Kenzingen
- Bondorf zu Bad Saulgau
- Bondorf zu Böblingen
- Bonfeld zu Bad Rappenau
- Bonlanden zu Filderstadt
- Bonndorf zu Überlingen
- Börstingen zu Starzach
- Bösingen zu Pfalzgrafenweiler
- Botenheim zu Brackenheim
- Botnang zu Stuttgart
- Bottenau zu Oberkirch
- Bottingen zu Teningen
- Böttingen zu Gundelsheim
- Böttingen zu Münsingen
- Boxberg zu Heidelberg
- Boxtal zu Freudenberg
- Braunenweiler zu Bad Saulgau
- Bräunisheim zu Amstetten
- Brehmen zu Königheim
- Breitenberg zu Neuweiler
- Breitenbronn zu Aglasterhausen
- Breitenfeld zu Waldshut-Tiengen
- Breitenholz zu Ammerbuch
- Breitenstein zu Weil
- Breithülen zu Heroldstatt
- Bremelau zu Münsingen
- Bremen zu Hohentengen
- Bremgarten zu Hartheim am Rhein
- Brenden zu Ühlingen-Birkendorf
- Brenz zu Sontheim
- Brettach zu Langenbrettach
- Brettheim zu Rot
- Bretzenacker zu Berglen
- Bretzingen zu Hardheim
- Breuningsweiler zu Winnenden
- Brigach zu St. Georgen
- Brittheim zu Rosenfeld
- Britzingen zu Müllheim
- Broggingen zu Herbolzheim
- Brombach zu Eberbach
- Brombach zu Lörrach
- Bronnacker zu Rosenberg
- Bronnen zu Achstetten
- Bronnen zu Gammertingen
- Bronnweiler zu Reutlingen
- Bruch zu Weissach
- Bruchhausen zu Ettlingen
- Brühl zu Esslingen
- Brühl zu Freiburg
- Brunnadern zu Bonndorf
- Brunntal zu Werbach
- Bubenbach zu Eisenbach
- Bubenorbis zu Mainhardt
- Buch zu Ahorn
- Buch zu Albbruck
- Büchenau zu Bruchsal
- Buchenbach zu Mulfingen
- Buchenberg zu Königsfeld
- Büchenbronn zu Pforzheim
- Buchheim zu March
- Buchholz zu Waldkirch
- Büchig zu Bretten
- Büchig zu Stutensee
- Buggensegel zu Salem
- Bühl zu Burgrieden
- Bühl zu Klettgau
- Bühl zu Offenburg
- Bühl zu Tübingen
- Buhlbronn zu Schorndorf
- Bühlenhausen zu Berghülen
- Bulach zu Karlsruhe
- Bünzwangen zu Ebersbach
- Buoch zu Remshalden
- Burbach zu Marxzell
- Burg zu Kirchzarten
- Bürg zu Neuenstadt
- Bürg zu Winnenden
- Burgau zu Dürmentingen
- Burgberg zu Giengen
- Burgberg zu Königsfeld
- Burgfelden zu Albstadt
- Burgholzhof zu Stuttgart
- Burgstall zu Burgstetten
- Burgweiler zu Ostrach
- Burkheim zu Vogtsburg
- Busenbach zu Waldbronn
- Busenweiler zu Dornhan
- Büßlingen zu Tengen
- Bußmannshausen zu Schwendi
- Butschbach zu Oberkirch
- Büttelbronn zu Öhringen
- Buttenhausen zu Münsingen
- Calmbach zu Bad Wildbad
- Cannstatter Wasen zu Stuttgart
- Cappel zu Öhringen
- Christazhofen zu Argenbühl
- Cleversulzbach zu Neuenstadt
- Conweiler zu Straubenhardt
- Cottenweiler zu Weissach
- Craintal zu Creglingen
- Cresbach zu Waldachtal
- Criesbach zu Ingelfingen
- Crispenhofen zu Weißbach
- Dächingen zu Ehingen
- Dachtel zu Aidlingen
- Dagersheim zu Böblingen
- Dahenfeld zu Neckarsulm
- Dainbach zu Bad Mergentheim
- Daisbach zu Waibstadt
- Dalkingen zu Rainau
- Dallau zu Elztal
- Dammerstock zu Karlsruhe
- Dangstetten zu Küssaberg
- Dapfen zu Gomadingen
- Darmsheim zu Sindelfingen
- Dattingen zu Müllheim
- Dätzingen zu Grafenau
- Daudenzell zu Aglasterhausen
- Daugendorf zu Riedlingen
- Degenfeld zu Schwäbisch Gmünd
- Degerfelden zu Rheinfelden
- Degerloch zu Stuttgart
- Degernau zu Wutöschingen
- Degerschlacht zu Reutlingen
- Deggenhausen zu Deggenhausertal
- Degmarn zu Oedheim
- Deisendorf zu Überlingen
- Dellmensingen zu Erbach
- Demmingen zu Dischingen
- Denkingen zu Pfullendorf
- Dennach zu Neuenbürg
- Derendingen zu Tübingen
- Dertingen zu Wertheim
- Dettensee zu Horb
- Dettingen zu Gerstetten
- Dettingen zu Horb
- Dettingen zu Konstanz
- Dettingen zu Rottenburg
- Dettlingen zu Horb
- Detzeln zu Waldshut-Tiengen
- Deubach zu Lauda-Königshofen
- Deuchelried zu Wangen
- Deufringen zu Aidlingen
- Deutwang zu Hohenfels
- Dewangen zu Aalen
- Diebach zu Ingelfingen
- Diedelsheim zu Bretten
- Diedesheim zu Mosbach
- Diefenbach zu Sternenfels
- Dienstadt zu Tauberbischofsheim
- Diepoldshofen zu Leutkirch
- Diersburg zu Hohberg
- Diersheim zu Rheinau
- Dießen zu Horb
- Dietelhofen zu Unlingen
- Dietenhan zu Wertheim
- Dietenhausen zu Keltern
- Dietershausen zu Uttenweiler
- Dietershofen zu Meßkirch
- Dieterskirch zu Uttenweiler
- Dietersweiler zu Freudenstadt
- Dietlingen zu Keltern
- Dietmanns zu Bad Wurzach
- Dillendorf zu Bonndorf
- Dilsberg zu Neckargemünd
- Dimbach zu Bretzfeld
- Dingelsdorf zu Konstanz
- Dirgenheim zu Kirchheim
- Distelhausen zu Tauberbischofsheim
- Dittigheim zu Tauberbischofsheim
- Dittishausen zu Löffingen
- Dittwar zu Tauberbischofsheim
- Döffingen zu Grafenau
- Döggingen zu Bräunlingen
- Donaurieden zu Erbach
- Donaustetten zu Ulm
- Donebach zu Mudau
- Donnstetten zu Römerstein
- Dorfmerkingen zu Neresheim
- Dörlesberg zu Wertheim
- Dörlinbach zu Schuttertal
- Dörnach zu Pliezhausen
- Dornberg zu Hardheim
- Dorndorf zu Illerrieden
- Dörrenzimmern zu Ingelfingen
- Dossenbach zu Schwörstadt
- Dottingen zu Ballrechten-Dottingen
- Dottingen zu Münsingen
- Döttingen zu Braunsbach
- Duchtlingen zu Hilzingen
- Dühren zu Sinsheim
- Dundenheim zu Neuried
- Dünsbach zu Gerabronn
- Dunstelkingen zu Dischingen
- Durlach zu Karlsruhe
- Dürrenbüchig zu Bretten
- Dürrenmettstetten zu Sulz
- Dürrenwaldstetten zu Langenenslingen
- Dürrenzimmern zu Brackenheim
- Dürrn zu Ölbronn-Dürrn
- Durrweiler zu Pfalzgrafenweiler
- Duttenberg zu Bad Friedrichshall
- Ebenheid zu Freudenberg
- Eberbach zu Mulfingen
- Eberfingen zu Stühlingen
- Eberhard-Wildermuth-Siedlung zu Tübingen
- Ebersbach zu Ebersbach-Musbach
- Ebersberg zu Auenwald
- Ebershardt zu Ebhausen
- Eberstadt zu Buchen
- Eberstal zu Ingelfingen
- Ebersteinburg zu Baden-Baden
- Ebersweier zu Durbach
- Ebingen zu Albstadt
- Ebnat zu Aalen
- Ebnet zu Bonndorf
- Ebnet zu Freiburg
- Ebratsweiler zu Herdwangen-Schönach
- Ebringen zu Gottmadingen
- Echterdingen zu Leinfelden-Echterdingen
- Eckartshausen zu Ilshofen
- Eckartsweier zu Willstätt
- Eckartsweiler zu Öhringen
- Eckenweiler zu Rottenburg
- Edelfingen zu Bad Mergentheim
- Edelweiler zu Pfalzgrafenweiler
- Edingen zu Edingen-Neckarhausen
- Effringen zu Wildberg
- Efrizweiler zu Friedrichshafen
- Egelfingen zu Langenenslingen
- Eggenstein zu Eggenstein-Leopoldshafen
- Eggingen zu Ulm
- Eglingen zu Dischingen
- Eglingen zu Hohenstein
- Eglofs zu Argenbühl
- Eglosheim zu Ludwigsburg
- Egringen zu Efringen-Kirchen
- Ehestetten zu Hayingen
- Ehingen zu Mühlhausen-Ehingen
- Ehlenbogen zu Alpirsbach
- Ehrenstein zu Blaustein
- Ehrenstetten zu Ehrenkirchen
- Ehrsberg zu Häg-Ehrsberg
- Ehrstädt zu Sinsheim
- Eibensbach zu Güglingen
- Eichelberg zu Obersulm
- Eichelberg zu Östringen
- Eichen zu Hohentengen
- Eichen zu Schopfheim
- Eichsel zu Rheinfelden
- Eichtersheim zu Angelbachtal
- Eiersheim zu Külsheim
- Einbach zu Buchen
- Einbach zu Hausach
- Einhart zu Ostrach
- Einsingen zu Ulm
- Eintürnen zu Bad Wurzach
- Eisenharz zu Argenbühl
- Eisental zu Bühl
- Eiterbach zu Heiligkreuzsteinach
- Elchesheim zu Elchesheim-Illingen
- Elchingen zu Neresheim
- Elgersweier zu Offenburg
- Ellmendingen zu Keltern
- Ellrichshausen zu Satteldorf
- Ellwangen zu Rot
- Elpersheim zu Weikersheim
- Elsenz zu Eppingen
- Eltershofen zu Schwäbisch Hall
- Emberg zu Bad Teinach-Zavelstein
- Emerfeld zu Langenenslingen
- Emmertsgrund zu Heidelberg
- Emmingen zu Emmingen-Liptingen
- Emmingen zu Nagold
- Endenburg zu Steinen
- Endersbach zu Weinstadt
- Endingen zu Balingen
- Engelberg zu Winterbach
- Engelschwand zu Görwihl
- Engelswies zu Inzigkofen
- Engstlatt zu Balingen
- Enkenstein zu Schopfheim
- Ennabeuren zu Heroldstatt
- Ennahofen zu Allmendingen
- Ennetach zu Mengen
- Ensingen zu Vaihingen
- Enslingen zu Untermünkheim
- Entringen zu Ammerbuch
- Enzberg zu Mühlacker
- Enzkofen zu Hohentengen
- Enzweihingen zu Vaihingen
- Epfenhofen zu Blumberg
- Epplingen zu Boxberg
- Erbstetten zu Burgstetten
- Erbstetten zu Ehingen
- Erdmannsweiler zu Königsfeld
- Erfeld zu Hardheim
- Ergenzingen zu Rottenburg
- Erisdorf zu Ertingen
- Erlach zu Renchen
- Erlaheim zu Geislingen
- Erlenbach zu Ravenstein
- Ermingen zu Ulm
- Ernsbach zu Forchtenberg
- Erpfingen zu Sonnenbühl
- Ersingen zu Erbach
- Ersingen zu Kämpfelbach
- Erzgrube zu Seewald
- Erzingen zu Balingen
- Erzingen zu Klettgau
- Eschach zu Ravensburg
- Eschbach zu Stegen
- Eschbach zu Waldshut-Tiengen
- Eschelbach zu Neuenstein
- Eschelbach zu Sinsheim
- Eschenau zu Obersulm
- Eschenau zu Vellberg
- Eschental zu Kupferzell
- Eselsberg zu Ulm
- Esenhausen zu Wilhelmsdorf
- Espasingen zu Stockach
- Eßlingen zu Tuttlingen
- Ettenhausen zu Schrozberg
- Ettenheimmünster zu Ettenheim
- Ettenkirch zu Friedrichshafen
- Ettisweiler zu Krauchenwies
- Ettlenschieß zu Lonsee
- Ettlingenweier zu Ettlingen
- Ettmannsweiler zu Simmersfeld
- Etzenrot zu Waldbronn
- Eubigheim zu Ahorn
- Eutendorf zu Gaildorf
- Eutingen zu Pforzheim
- Ewattingen zu Wutach
- Eyachmühle zu Dobel
- Eybach zu Geislingen
- Fachsenfeld zu Aalen
- Fahrnau zu Schopfheim
- Falkau zu Feldberg
- Falkensteig zu Buchenbach
- Faulenfürst zu Schluchsee
- Faurndau zu Göppingen
- Fautenbach zu Achern
- Feckenhausen zu Rottweil
- Feldberg zu Müllheim im Markgräflerland
- Feldhausen zu Gammertingen
- Feldkirch zu Hartheim am Rhein
- Feldrennach zu Straubenhardt
- Feldstetten zu Laichingen
- Felldorf zu Starzach
- Feßbach zu Kupferzell
- Fessenbach zu Offenburg
- Feudenheim zu Mannheim
- Feuerbach zu Kandern
- Feuerbach zu Stuttgart
- Finsterlohr zu Creglingen
- Finsterrot zu Wüstenrot
- Fischbach zu Friedrichshafen
- Fischbach zu Niedereschach
- Fischbach zu Schluchsee
- Fischbach zu Ummendorf
- Fischingen zu Sulz
- Flacht zu Weissach
- Flehingen zu Oberderdingen
- Fleinheim zu Nattheim
- Flinsbach zu Helmstadt-Bargen
- Flochberg zu Bopfingen
- Flözlingen zu Zimmern
- Fluorn zu Fluorn-Winzeln
- Fohrenbühl zu Lauterbach
- Föhrental zu Glottertal
- Förch zu Rastatt
- Forchheim zu Rheinstetten
- Fornsbach zu Murrhardt
- Frankenbach zu Heilbronn
- Frankenhofen zu Ehingen
- Französisches Viertel zu Tübingen
- Frauenalb zu Marxzell
- Frauental zu Creglingen
- Frauenzimmern zu Güglingen
- Freiolsheim zu Gaggenau
- Freistett zu Rheinau
- Freudenbach zu Creglingen
- Freudenstein zu Knittlingen
- Frickenhofen zu Gschwend
- Frickingen zu Dischingen
- Friedberg zu Bad Saulgau
- Friedingen zu Langenenslingen
- Friedingen zu Singen
- Friedrichsdorf zu Eberbach
- Friedrichsfeld zu Mannheim
- Friedrichstal zu Stutensee
- Friesenheimer Insel zu Mannheim
- Friesenhofen zu Leutkirch
- Frohnstetten zu Stetten
- Frommenhausen zu Rottenburg
- Frommern zu Balingen
- Fronhofen zu Fronreute
- Fronrot zu Bühlertann
- Fulgenstadt zu Bad Saulgau
- Fünfbronn zu Simmersfeld
- Füramoos zu Eberhardzell
- Fürfeld zu Bad Rappenau
- Fürnsal zu Dornhan
- Furschenbach zu Ottenhöfen
- Fürstenberg zu Hüfingen
- Fützen zu Blumberg
- Gächingen zu St. Johann
- Gaggstatt zu Kirchberg
- Gailenkirchen zu Schwäbisch Hall
- Gaisbach zu Baden-Baden
- Gaisbach zu Künzelsau
- Gaisbeuren zu Bad Waldsee
- Gaisweiler zu Pfullendorf
- Gallenweiler zu Heitersheim
- Gallmannsweil zu Mühlingen
- Gamburg zu Werbach
- Gamerschwang zu Ehingen
- Gammesfeld zu Blaufelden
- Gamshurst zu Achern
- Garrweiler zu Altensteig
- Gartenstadt zu Karlsruhe
- Gauangelloch zu Leimen
- Gaugenwald zu Neuweiler
- Gauingen zu Zwiefalten
- Gausbach zu Forbach
- Gauselfingen zu Burladingen
- Gebersheim zu Leonberg
- Gebrazhofen zu Leutkirch
- Geddelsbach zu Bretzfeld
- Geifertshofen zu Bühlerzell
- Geigelbach zu Ebersbach-Musbach
- Geisingen zu Freiberg
- Geisingen zu Pfronstetten
- Geislingen zu Braunsbach
- Geislingen zu Unterschneidheim
- Geißelhardt zu Mainhardt
- Geißlingen zu Klettgau
- Gelbingen zu Schwäbisch Hall
- Gellmersbach zu Weinsberg
- Genkingen zu Sonnenbühl
- Geradstetten zu Remshalden
- Gerchsheim zu Großrinderfeld
- Gerichtstetten zu Hardheim
- Gerlachsheim zu Lauda-Königshofen
- Gerolzahn zu Walldürn
- Gersbach zu Schopfheim
- Geschwend zu Todtnau
- Gissigheim zu Königheim
- Glashofen zu Walldürn
- Glashütte zu St. Märgen
- Glashütte zu Stetten
- Glashütte zu Wald
- Glatt zu Sulz
- Glems zu Metzingen
- Gnadental zu Michelfeld
- Gniebel zu Pliezhausen
- Göbrichen zu Neulingen
- Gochsen zu Hardthausen
- Gochsheim zu Kraichtal
- Göffingen zu Unlingen
- Goggenbach zu Kupferzell
- Göggingen zu Krauchenwies
- Gögglingen zu Ulm
- Goldbach zu Crailsheim
- Goldburghausen zu Riesbürg
- Goldscheuer zu Kehl
- Göllsdorf zu Rottweil
- Gölshausen zu Bretten
- Gommersdorf zu Krautheim
- Gönningen zu Reutlingen
- Gosbach zu Bad Ditzenbach
- Göschweiler zu Löffingen
- Gospoldshofen zu Bad Wurzach
- Gößlingen zu Dietingen
- Göttelfingen zu Eutingen
- Göttelfingen zu Seewald
- Gottersdorf zu Walldürn
- Göttingen zu Langenau
- Göttlishofen zu Argenbühl
- Götzingen zu Buchen
- Grab zu Großerlach
- Graben zu Graben-Neudorf
- Grafenhausen zu Kappel-Grafenhausen
- Gräfenhausen zu Birkenfeld
- Granheim zu Ehingen
- Grantschen zu Weinsberg
- Grasbeuren zu Salem
- Grauelsbaum zu Lichtenau
- Greffern zu Rheinmünster
- Gremmelsbach zu Triberg
- Grenzach zu Grenzach-Wyhlen
- Gresgen zu Zell
- Griesheim zu Offenburg
- Grießen zu Klettgau
- Grimmelshofen zu Stühlingen
- Grißheim zu Neuenburg
- Grodt zu Ingoldingen
- Grombach zu Bad Rappenau
- Gronau zu Oberstenfeld
- Gröningen zu Satteldorf
- Großaltdorf zu Vellberg
- Großaspach zu Aspach
- Großdeinbach zu Schwäbisch Gmünd
- Großeicholzheim zu Seckach
- Großengstingen zu Engstingen
- Großgartach zu Leingarten
- Großglattbach zu Mühlacker
- Großheppach zu Weinstadt
- Großherrischwand zu Herrischried
- Großholzleute zu Isny
- Großingersheim zu Ingersheim
- Großkuchen zu Heidenheim
- Großsachsen zu Hirschberg
- Großsachsenheim zu Sachsenheim
- Großschafhausen zu Schwendi
- Großschönach zu Herdwangen-Schönach
- Großstadelhofen zu Pfullendorf
- Großtissen zu Bad Saulgau
- Großvillars zu Oberderdingen
- Großweier zu Achern
- Grötzingen zu Aichtal
- Grötzingen zu Allmendingen
- Grötzingen zu Karlsruhe
- Grunbach zu Engelsbrand
- Grunbach zu Remshalden
- Grünbühl zu Ludwigsburg
- Gründelhardt zu Frankenhardt
- Grünenwört zu Wertheim
- Grunern zu Staufen
- Grunholz zu Laufenburg
- Grüningen zu Donaueschingen
- Grüningen zu Riedlingen
- Grünmettstetten zu Horb
- Grünsfeldhausen zu Grünsfeld
- Grüntal zu Freudenstadt
- Grünwettersbach zu Karlsruhe
- Gruol zu Haigerloch
- Gültlingen zu Wildberg
- Gültstein zu Herrenberg
- Gündelbach zu Vaihingen
- Gundelfingen zu Münsingen
- Gundelsbach zu Weinstadt
- Gündelwangen zu Bonndorf
- Gundershofen zu Schelklingen
- Gundholzen zu Gaienhofen
- Gündlingen zu Breisach
- Gündringen zu Nagold
- Günterstal zu Freiburg
- Günzkofen zu Hohentengen
- Gurtweil zu Waldshut-Tiengen
- Gussenstadt zu Gerstetten
- Gutenberg zu Lenningen
- Gutenstein zu Sigmaringen
- Gutenzell zu Gutenzell-Hürbel
- Gütighofen zu Bollschweil
- Gütighofen zu Ehrenkirchen
- Gutmadingen zu Geisingen
- Guttenbach zu Neckargerach
- Güttingen zu Radolfzell
- Haag zu Schönbrunn
- Haagen zu Lörrach
- Haagen zu Weikersheim
- Haberschlacht zu Brackenheim
- Habsthal zu Ostrach
- Hachtel zu Bad Mergentheim
- Häfnerhaslach zu Sachsenheim
- Häg zu Häg-Ehrsberg
- Hägelberg zu Steinen
- Hagelloch zu Tübingen
- Hagsfeld zu Karlsruhe
- Haid zu Bad Saulgau
- Haidgau zu Bad Wurzach
- Hailfingen zu Rottenburg
- Hailtingen zu Dürmentingen
- Hainstadt zu Buchen
- Haisterkirch zu Bad Waldsee
- Hallwangen zu Dornstetten
- Haltingen zu Weil
- Halzhausen zu Lonsee
- Hamberg zu Neuhausen
- Hammereisenbach-Bregenbach zu Vöhrenbach
- Handschuhsheim zu Heidelberg
- Hanfertal zu Sigmaringen
- Hänner zu Murg
- Hanweiler zu Winnenden
- Hardt zu Nürtingen
- Harpolingen zu Bad Säckingen
- Harsberg zu Pfedelbach
- Hart zu Haigerloch
- Harthausen zu Epfendorf
- Harthausen zu Filderstadt
- Harthausen zu Gammertingen
- Harthausen zu Igersheim
- Harthausen zu Winterlingen
- Hartheim zu Meßstetten
- Hartschwand zu Görwihl
- Hasenweiler zu Horgenzell
- Haslach zu Freiburg
- Haslach zu Herrenberg
- Haslach zu Oberkirch
- Haslach zu Rot
- Häslach zu Walddorfhäslach
- Haslachsimonswald zu Simonswald
- Hasselbach zu Sinsheim
- Hattenweiler zu Heiligenberg
- Hattingen zu Immendingen
- Haubersbronn zu Schorndorf
- Haueneberstein zu Baden-Baden
- Hauenstein zu Laufenburg
- Hauerz zu Bad Wurzach
- Hauingen zu Lörrach
- Hausen zu Bad Krozingen
- Hausen zu Bad Überkingen
- Hausen zu Beuron
- Hausen zu Brackenheim
- Hausen zu Burladingen
- Hausen zu Herbrechtingen
- Hausen zu Hüfingen
- Hausen zu Krauchenwies
- Hausen zu Oberrot
- Hausen zu Rot
- Hausen zu Rottweil
- Hausen zu Schelklingen
- Hausen zu Singen
- Hausen zu Trochtelfingen
- Hausen zu Weil
- Hausgereut zu Rheinau
- Hebsack zu Remshalden
- Heckfeld zu Lauda-Königshofen
- Hecklingen zu Kenzingen
- Hedelfingen zu Stuttgart
- Hegenlohe zu Lichtenwald
- Hegnach zu Waiblingen
- Hegne zu Allensbach
- Heidelsheim zu Bruchsal
- Heidenhofen zu Donaueschingen
- Heidersbach zu Limbach
- Heiligenzell zu Friesenheim
- Heiligenzimmern zu Rosenfeld
- Heiligkreuztal zu Altheim
- Heimbach zu Teningen
- Heimerdingen zu Ditzingen
- Heiningen zu Backnang
- Heinsheim zu Bad Rappenau
- Heinstetten zu Meßstetten
- Heldenfingen zu Gerstetten
- Helmlingen zu Rheinau
- Helmsheim zu Bruchsal
- Helmstadt zu Helmstadt-Bargen
- Hemmendorf zu Rottenburg
- Hemmenhofen zu Gaienhofen
- Hemsbach zu Osterburken
- Hengen zu Bad Urach
- Hengstfeld zu Wallhausen
- Hepsisau zu Weilheim
- Heratskirch zu Bad Saulgau
- Herbertshofen zu Ehingen
- Herbolzheim zu Neudenau
- Herbsthausen zu Bad Mergentheim
- Herdern zu Freiburg
- Herdwangen zu Herdwangen-Schönach
- Herlazhofen zu Leutkirch
- Herlikofen zu Schwäbisch Gmünd
- Hermentingen zu Veringenstadt
- Hermuthausen zu Ingelfingen
- Herrentierbach zu Blaufelden
- Herrenwies zu Forbach
- Herrenzimmern zu Bösingen
- Herrenzimmern zu Niederstetten
- Herrlingen zu Blaustein
- Herten zu Rheinfelden
- Hertingen zu Bad Bellingen
- Hertmannsweiler zu Winnenden
- Herzogenweiler zu Villingen-Schwenningen
- Herzogsweiler zu Pfalzgrafenweiler
- Hesselhurst zu Willstätt
- Hettigenbeuern zu Buchen
- Hettingen zu Buchen
- Heuchlingen zu Gerstetten
- Heudorf zu Dürmentingen
- Heudorf zu Eigeltingen
- Heudorf zu Meßkirch
- Heudorf zu Scheer
- Heufelden zu Ehingen
- Heumaden zu Stuttgart
- Heusteigviertel zu Stuttgart
- Heutensbach zu Allmersbach
- Heutingsheim zu Freiberg
- Hildmannsfeld zu Rheinmünster
- Hilpertsau zu Gernsbach
- Hilsbach zu Sinsheim
- Hindelwangen zu Stockach
- Hintschingen zu Immendingen
- Hinznang zu Leutkirch
- Hippetsweiler zu Wald
- Hirsau zu Calw
- Hirschau zu Tübingen
- Hirschlanden zu Ditzingen
- Hirschlanden zu Rosenberg
- Hirschlatt zu Friedrichshafen
- Hitzkofen zu Bingen
- Hochberg zu Bad Saulgau
- Hochberg zu Bingen
- Hochberg zu Remseck
- Hochdorf zu Eberdingen
- Hochdorf zu Freiburg
- Hochdorf zu Nagold
- Hochdorf zu Remseck
- Hochdorf zu Seewald
- Hochemmingen zu Bad Dürrheim
- Hochhausen zu Haßmersheim
- Hochhausen zu Tauberbischofsheim
- Hochmössingen zu Oberndorf
- Hochsal zu Laufenburg
- Höchstberg zu Gundelsheim
- Hochstetten zu Linkenheim-Hochstetten
- Hödingen zu Überlingen
- Hof und Lembach zu Großbottwar
- Hofen zu Aalen
- Hofen zu Bönnigheim
- Hofen zu Friedrichshafen
- Hofen zu Stuttgart
- Höfen zu Warthausen
- Höfen zu Winnenden
- Höfendorf zu Rangendingen
- Hoffenheim zu Sinsheim
- Höfingen zu Leonberg
- Hofs zu Leutkirch
- Hofsgrund zu Oberried
- Hofstett-Emerbuch zu Amstetten
- Hofweier zu Hohberg
- Hogschür zu Herrischried
- Hohebach zu Dörzbach
- Höhefeld zu Wertheim
- Hohenacker zu Waiblingen
- Hohenbodman zu Owingen
- Hoheneck zu Ludwigsburg
- Hohengehren zu Baltmannsweiler
- Hohenhaslach zu Sachsenheim
- Hohenheim zu Stuttgart
- Hohenkreuz zu Esslingen
- Hohenmemmingen zu Giengen
- Hohensachsen zu Weinheim
- Hohenstadt zu Abtsgmünd
- Hohenstadt zu Ahorn
- Hohenstaufen zu Göppingen
- Hohenstein zu Bönnigheim
- Hohenwart zu Pforzheim
- Hohenwettersbach zu Karlsruhe
- Hohnhurst zu Kehl
- Hollenbach zu Mulfingen
- Hollerbach zu Buchen
- Höllstein zu Steinen
- Holzbronn zu Calw
- Holzelfingen zu Lichtenstein
- Holzen zu Kandern
- Hölzern zu Eberstadt
- Holzhausen zu March
- Holzhausen zu Rheinau
- Holzhausen zu Sulz
- Holzhausen zu Uhingen
- Holzheim zu Göppingen
- Holzschlag zu Bonndorf
- Homberg zu Deggenhausertal
- Honau zu Lichtenstein
- Honau zu Rheinau
- Hondingen zu Blumberg
- Honhardt zu Frankenhardt
- Honsbronn zu Weikersheim
- Honstetten zu Eigeltingen
- Hopfau zu Sulz
- Höpfigheim zu Steinheim
- Hoppetenzell zu Stockach
- Hörden zu Gaggenau
- Horgen zu Zimmern
- Horheim zu Wutöschingen
- Horkheim zu Heilbronn
- Horn zu Gaienhofen
- Hornbach zu Walldürn
- Hornberg zu Altensteig
- Hornberg zu Herrischried
- Hornberg zu Kirchberg
- Hornstein zu Bingen
- Horrenbach zu Krautheim
- Horrenberg zu Dielheim
- Horrheim zu Vaihingen
- Hörschwag zu Burladingen
- Hörschweiler zu Waldachtal
- Hörvelsingen zu Langenau
- Hossingen zu Meßstetten
- Hößlinsülz zu Löwenstein
- Hößlinswart zu Berglen
- Hottingen zu Rickenbach
- Hubertshofen zu Donaueschingen
- Huchenfeld zu Pforzheim
- Hügelheim zu Müllheim
- Hugstetten zu March
- Hugsweier zu Lahr
- Huldstetten zu Pfronstetten
- Hülen zu Lauchheim
- Hundersingen zu Herbertingen
- Hundersingen zu Münsingen
- Hundersingen zu Oberstadion
- Hundheim zu Külsheim
- Hüngheim zu Ravenstein
- Hürbel zu Gutenzell-Hürbel
- Hürben zu Giengen
- Hürrlingen zu Ühlingen-Birkendorf
- Hüsingen zu Steinen
- Hütten zu Mainhardt
- Hütten zu Rickenbach
- Hütten zu Schelklingen
- Huttenheim zu Philippsburg
- Hüttenreute zu Hoßkirch
- Huttingen zu Efringen-Kirchen
- Huzenbach zu Baiersbronn
- Ibach zu Oppenau
- Ichenheim zu Neuried
- Igelsbach zu Eberbach
- Igelsberg zu Freudenstadt
- Igelsloch zu Oberreichenbach
- Igelswies zu Meßkirch
- Ihlingen zu Horb
- Illingen zu Elchesheim-Illingen
- Illwangen zu Illmensee
- Ilmspan zu Großrinderfeld
- Immeneich zu St. Blasien
- Immenhausen zu Kusterdingen
- Immenried zu Kißlegg
- Impfingen zu Tauberbischofsheim
- Indelhausen zu Hayingen
- Indlekofen zu Waldshut-Tiengen
- Ingerkingen zu Schemmerhofen
- Ingersheim zu Crailsheim
- Ingstetten zu Schelklingen
- Inneringen zu Hettingen
- Ippingen zu Immendingen
- Iptingen zu Wiernsheim
- Irslingen zu Dietingen
- Isenburg zu Horb
- Isingen zu Rosenfeld
- Istein zu Efringen-Kirchen
- Ittendorf zu Markdorf
- Ittenhausen zu Langenenslingen
- Ittersbach zu Karlsbad
- Itzelberg zu Königsbronn
- Iznang zu Moos
- Jagstberg zu Mulfingen
- Jagstheim zu Crailsheim
- Jebenhausen zu Göppingen
- Jechtingen zu Sasbach
- Jesingen zu Kirchheim
- Jettenburg zu Kusterdingen
- Jettenhausen zu Friedrichshafen
- Jettkofen zu Ostrach
- Jöhlingen zu Walzbachtal
- Jordanbad zu Biberach
- Jungbusch zu Mannheim
- Jungholzhausen zu Braunsbach
- Jungingen zu Ulm
- Jungnau zu Sigmaringen
- Justingen zu Schelklingen
- Jux zu Spiegelberg
- Kadelburg zu Küssaberg
- Käfertal zu Mannheim
- Kaiseringen zu Straßberg
- Kälberbronn zu Pfalzgrafenweiler
- Kälbertshausen zu Hüffenhardt
- Kalkofen zu Hohenfels
- Kalkreute zu Ostrach
- Kaltbrunn zu Allensbach
- Kaltbrunn zu Schenkenzell
- Kaltenbronn zu Gernsbach
- Kaltenbrunn zu Walldürn
- Kammgarnspinnerei zu Bietigheim-Bissingen
- Kapfenhardt zu Unterreichenbach
- Kappel zu Bad Buchau
- Kappel zu Freiburg
- Kappel zu Horgenzell
- Kappel zu Kappel-Grafenhausen
- Kappel zu Lenzkirch
- Kappel zu Niedereschach
- Kappel zu Wald
- Kappishäusern zu Neuffen
- Karlsdorf zu Karlsdorf-Neuthard
- Karsau zu Rheinfelden
- Karsee zu Wangen
- Katzenmoos zu Elzach
- Katzental zu Billigheim
- Kau zu Tettnang
- Kayh zu Herrenberg
- Kehlen zu Meckenbeuren
- Kembach zu Wertheim
- Kemnat zu Ostfildern
- Kennenburg zu Esslingen
- Kerkingen zu Bopfingen
- Kesselfeld zu Neuenstein
- Kettenacker zu Gammertingen
- Kiebingen zu Rottenburg
- Kiechlinsbergen zu Endingen
- Kilchberg zu Tübingen
- Killer zu Burladingen
- Killesberg zu Stuttgart
- Kinzigtal zu Wolfach
- Kippenhausen zu Immenstaad
- Kippenheimweiler zu Lahr
- Kirchbierlingen zu Ehingen
- Kirchdorf zu Brigachtal
- Kirchen zu Ehingen
- Kirchen-Hausen zu Geisingen
- Kirchenkirnberg zu Murrhardt
- Kirchensall zu Neuenstein
- Kirchhausen zu Heilbronn
- Kirchheim zu Heidelberg
- Kirchhofen zu Ehrenkirchen
- Kirnbach zu Wolfach
- Kirrlach zu Waghäusel
- Kleinaspach zu Aspach
- Kleinbettlingen zu Bempflingen
- Kleinbottwar zu Steinheim
- Kleineicholzheim zu Schefflenz
- Kleinengstingen zu Engstingen
- Kleingartach zu Eppingen
- Kleinglattbach zu Vaihingen
- Kleinheppach zu Korb
- Kleinhirschbach zu Neuenstein
- Kleiningersheim zu Ingersheim
- Kleinkems zu Efringen-Kirchen
- Kleinsachsenheim zu Sachsenheim
- Kleinsteinbach zu Pfinztal
- Kleinvillars zu Knittlingen
- Klengen zu Brigachtal
- Klepsau zu Krautheim
- Klingenberg zu Heilbronn
- Klingenstein zu Blaustein
- Kloster Schöntal zu Schöntal
- Klosterreichenbach zu Baiersbronn
- Kluftern zu Friedrichshafen
- Kniebis zu Freudenstadt
- Knielingen zu Karlsruhe
- Kochenhofsiedlung zu Stuttgart
- Kochersteinsfeld zu Hardthausen
- Kocherstetten zu Künzelsau
- Kochertürn zu Neuenstadt
- Kohlstetten zu Engstingen
- Kollmarsreute zu Emmendingen
- Kollnau zu Waldkirch
- Kommingen zu Blumberg
- Kommissionsinsel zu Kehl
- Köndringen zu Teningen
- Königsbach zu Königsbach-Stein
- Königschaffhausen zu Endingen
- Königshofen zu Lauda-Königshofen
- Korb zu Möckmühl
- Kork zu Kehl
- Korntal zu Korntal-Münchingen
- Kösingen zu Neresheim
- Kottspiel zu Bühlertann
- Kreenheinstetten zu Leibertingen
- Krenkingen zu Waldshut-Tiengen
- Krensheim zu Grünsfeld
- Krimmel zu Tannheim
- Krumbach zu Limbach
- Krumbach zu Sauldorf
- Krummwälden zu Eislingen
- Kuhbach zu Lahr
- Kuppingen zu Herrenberg
- Kupprichhausen zu Boxberg
- Kürzell zu Meißenheim
- Küßnach zu Küssaberg
- Kützbrunn zu Grünsfeld
- Lackendorf zu Dunningen
- Laibach zu Dörzbach
- Laimnau zu Tettnang
- Laiz zu Sigmaringen
- Lampenhain zu Heiligkreuzsteinach
- Lampertsweiler zu Bad Saulgau
- Lampoldshausen zu Hardthausen
- Landshausen zu Kraichtal
- Landwasser zu Freiburg
- Langenalb zu Straubenhardt
- Langenau zu Schopfheim
- Langenbach zu Vöhrenbach
- Langenbeutingen zu Langenbrettach
- Langenbrand zu Forbach
- Langenbrand zu Schömberg
- Langenelz zu Mudau
- Langenhart zu Meßkirch
- Langenordnach zu Titisee-Neustadt
- Langenrain zu Allensbach
- Langenschemmern zu Schemmerhofen
- Langenschiltach zu St. Georgen
- Langensteinbach zu Karlsbad
- Langenwinkel zu Lahr
- Langnau zu Tettnang
- Laßbach zu Künzelsau
- Laubach zu Abtsgmünd
- Laubbach zu Ostrach
- Laucherthal zu Sigmaringendorf
- Lauda zu Lauda-Königshofen
- Laudenbach zu Weikersheim
- Laudenberg zu Limbach
- Laufen an der Eyach zu Albstadt
- Laufen zu Sulzbach-Laufen
- Laufen zu Sulzburg
- Lauffen zu Deißlingen
- Laupertshausen zu Maselheim
- Lausheim zu Stühlingen
- Lautenbach zu Fichtenau
- Lautenbach zu Gernsbach
- Lauterburg zu Essingen
- Lautern zu Heubach
- Lautlingen zu Albstadt
- Legelshurst zu Willstätt
- Lehen zu Freiburg
- Lehengericht zu Schiltach
- Lehenweiler zu Aidlingen
- Lehningen zu Tiefenbronn
- Lehr zu Ulm
- Leibenstadt zu Adelsheim
- Leiberstung zu Sinzheim
- Leidringen zu Rosenfeld
- Leinfelden zu Leinfelden-Echterdingen
- Leinstetten zu Dornhan
- Leipferdingen zu Geisingen
- Leiselheim zu Sasbach
- Lembach zu Wutach
- Lendsiedel zu Kirchberg
- Lengenrieden zu Boxberg
- Leonbronn zu Zaberfeld
- Leopoldshafen zu Eggenstein-Leopoldshafen
- Leukershausen zu Kreßberg
- Leupolz zu Wangen
- Leustetten zu Frickingen
- Leutershausen zu Hirschberg
- Leutesheim zu Kehl
- Leuzendorf zu Schrozberg
- Levertsweiler zu Ostrach
- Lichtental zu Baden-Baden
- Liebelsberg zu Neubulach
- Liebersbronn zu Esslingen
- Liedolsheim zu Dettenheim
- Liel zu Schliengen
- Lienheim zu Hohentengen
- Lienzingen zu Mühlacker
- Lierbach zu Oppenau
- Liggeringen zu Radolfzell
- Liggersdorf zu Hohenfels
- Linach zu Furtwangen
- Lindach zu Eberbach
- Lindach zu Schwäbisch Gmünd
- Lindelbach zu Wertheim
- Lindenhof zu Mannheim
- Linkenheim zu Linkenheim-Hochstetten
- Linsenhofen zu Frickenhausen
- Linx zu Rheinau
- Lipbach zu Friedrichshafen
- Lipburg zu Badenweiler
- Lippach zu Westhausen
- Lippertsreute zu Überlingen
- Lippoldsweiler zu Auenwald
- Liptingen zu Emmingen-Liptingen
- Littenweiler zu Freiburg
- Litzelstetten zu Konstanz
- Lobenfeld zu Lobbach
- Locherhof zu Eschbronn
- Löffelstelzen zu Bad Mergentheim
- Lohrbach zu Mosbach
- Lombach zu Loßburg
- Lomersheim zu Mühlacker
- Lonsingen zu St. Johann
- Löwental zu Friedrichshafen
- Ludwigshafen zu Bodman-Ludwigshafen
- Luginsland zu Stuttgart
- Luizhausen zu Lonsee
- Lustnau zu Tübingen
- Luttingen zu Laufenburg
- Lützelsachsen zu Weinheim
- Lützenhardt zu Waldachtal
- Machtolsheim zu Laichingen
- Magenbuch zu Ostrach
- Mägerkingen zu Trochtelfingen
- Magolsheim zu Münsingen
- Mahlspüren im Hegau zu Stockach
- Mahlspüren im Tal zu Stockach
- Mähringen zu Kusterdingen
- Mähringen zu Ulm
- Maichingen zu Sindelfingen
- Maienfels zu Wüstenrot
- Mainau zu Konstanz
- Mainwangen zu Mühlingen
- Maisach zu Oppenau
- Maisenbach zu Bad Liebenzell
- Maitis zu Göppingen
- Maleck zu Emmendingen
- Malmsheim zu Renningen
- Malsburg zu Malsburg-Marzell
- Malschenberg zu Rauenberg
- Mambach zu Zell
- Mangoldsall zu Kupferzell
- Mannholz zu Alfdorf
- Manolzweiler zu Winterbach
- Manzell zu Friedrichshafen
- Mappach zu Efringen-Kirchen
- Marbach zu Herbertingen
- Marbach zu Lauda-Königshofen
- Marbach zu Villingen-Schwenningen
- Margrethausen zu Albstadt
- Mariaberg zu Gammertingen
- Mariäkappel zu Kreßberg
- Mariazell zu Eschbronn
- Markbronn zu Blaustein
- Markelfingen zu Radolfzell
- Markelsheim zu Bad Mergentheim
- Märkt zu Weil
- Marktlustenau zu Kreßberg
- Marlach zu Schöntal
- Marschalkenzimmern zu Dornhan
- Martinsmoos zu Neubulach
- Marzell zu Malsburg-Marzell
- Massenbach zu Schwaigern
- Matzenbach zu Fichtenau
- Maubach zu Backnang
- Mauchen zu Schliengen
- Mauchen zu Stühlingen
- Mauenheim zu Immendingen
- Mauren zu Ehningen
- Maxau zu Karlsruhe
- Meidelstetten zu Hohenstein
- Meimsheim zu Brackenheim
- Melchingen zu Burladingen
- Memprechtshofen zu Rheinau
- Mengen zu Schallstadt
- Menningen zu Meßkirch
- Menzenschwand zu St. Blasien
- Menzingen zu Kraichtal
- Merchingen zu Ravenstein
- Mergelstetten zu Heidenheim
- Merklingen zu Weil
- Meßbach zu Dörzbach
- Messelhausen zu Lauda-Königshofen
- Mettenberg zu Biberach
- Mettenberg zu Grafenhausen
- Metterzimmern zu Bietigheim-Bissingen
- Mettingen zu Esslingen
- Michelbach zu Aglasterhausen
- Michelbach zu Gaggenau
- Michelbach zu Gerabronn
- Michelbach zu Öhringen
- Michelbach zu Wallhausen
- Michelbach zu Zaberfeld
- Michelfeld zu Angelbachtal
- Michelwinnaden zu Bad Waldsee
- Miedelsbach zu Schorndorf
- Mieterkingen zu Herbertingen
- Mietersheim zu Lahr
- Mimmenhausen zu Salem
- Mindersbach zu Nagold
- Mindersdorf zu Hohenfels
- Minseln zu Rheinfelden
- Mistelbrunn zu Bräunlingen
- Mitte zu Stuttgart
- Mittelbuch zu Ochsenhausen
- Mittelfischach zu Obersontheim
- Mittelschefflenz zu Schefflenz
- Mittelstadt zu Reutlingen
- Mittelstenweiler zu Salem
- Mittelurbach zu Bad Waldsee
- Möggingen zu Radolfzell
- Möglingen zu Öhringen
- Möhringen zu Stuttgart
- Möhringen zu Tuttlingen
- Möhringen zu Unlingen
- Monakam zu Bad Liebenzell
- Mönchberg zu Herrenberg
- Mönchzell zu Meckesheim
- Mondfeld zu Wertheim
- Moos zu Bühl
- Moosbeuren zu Oberstadion
- Moosbronn zu Gaggenau
- Moosbrunn zu Schönbrunn
- Mooshausen zu Aitrach
- Moosheim zu Bad Saulgau
- Mooswald zu Freiburg im Breisgau
- Morsbach zu Künzelsau
- Mörsch zu Rheinstetten
- Mörschenhardt zu Mudau
- Mörsingen zu Zwiefalten
- Mörtelstein zu Obrigheim
- Mösbach zu Achern
- Möttlingen zu Bad Liebenzell
- Mottschieß zu Pfullendorf
- Mückenloch zu Neckargemünd
- Muckenschopf zu Lichtenau
- Muckental zu Elztal
- Muggenbrunn zu Todtnau
- Mühlbach zu Eppingen
- Mühlburg zu Karlsruhe
- Mühlen zu Horb
- Mühlhausen zu Eberhardzell
- Mühlhausen zu Mühlacker
- Mühlhausen zu Mühlhausen-Ehingen
- Mühlhausen zu Stuttgart
- Mühlhausen zu Tiefenbronn
- Mühlhausen zu Villingen-Schwenningen
- Mühlheim zu Sulz
- Mühlhofen zu Uhldingen-Mühlhofen
- Mühringen zu Horb
- Mülben zu Waldbrunn
- Müllen zu Neuried
- Münchhöf zu Eigeltingen
- Münchingen zu Korntal-Münchingen
- Münchingen zu Wutach
- Münchweier zu Ettenheim
- Mundeldingen zu Oberstadion
- Mundelfingen zu Hüfingen
- Mundenhof zu Freiburg
- Mundingen zu Ehingen
- Mundingen zu Emmendingen
- Münklingen zu Weil
- Münster zu Creglingen
- Münster zu Stuttgart
- Münzdorf zu Hayingen
- Münzesheim zu Kraichtal
- Munzingen zu Freiburg
- Musbach zu Ebersbach-Musbach
- Musberg zu Leinfelden-Echterdingen
- Muthof zu Forchtenberg
- Mutschelbach zu Karlsbad
- Muttensweiler zu Ingoldingen
- Nabern zu Kirchheim
- Nasgenstadt zu Ehingen
- Nassach zu Spiegelberg
- Nassau zu Weikersheim
- Nassig zu Wertheim
- Nebringen zu Gäufelden
- Neckarau zu Mannheim
- Neckarburken zu Elztal
- Neckarelz zu Mosbach
- Neckargartach zu Heilbronn
- Neckargröningen zu Remseck
- Neckarhalde zu Esslingen
- Neckarhausen zu Edingen-Neckarhausen
- Neckarhausen zu Nürtingen
- Neckarkatzenbach zu Neunkirchen
- Neckarmühlbach zu Haßmersheim
- NeckarPark zu Stuttgart
- Neckarrems zu Remseck
- Neckarstadt-Ost/Wohlgelegen zu Mannheim
- Neckarstadt-West zu Mannheim
- Neckarweihingen zu Ludwigsburg
- Neibsheim zu Bretten
- Neipperg zu Brackenheim
- Nellingen zu Ostfildern
- Nellingsheim zu Neustetten
- Nellmersbach zu Leutenbach
- Nendingen zu Tuttlingen
- Nenningen zu Lauterstein
- Nenzingen zu Orsingen-Nenzingen
- Nesselried zu Appenweier
- Nesselwangen zu Überlingen
- Neubronn zu Abtsgmünd
- Neubronn zu Weikersheim
- Neuburg zu Freiburg
- Neuburgweier zu Rheinstetten
- Neudingen zu Donaueschingen
- Neudorf zu Graben-Neudorf
- Neuenbürg zu Kraichtal
- Neuenhaus zu Aichtal
- Neuenheim zu Heidelberg
- Neuershausen zu March
- Neufra zu Riedlingen
- Neufra zu Rottweil
- Neufrach zu Salem
- Neuhausen zu Engen
- Neuhausen zu Königsfeld
- Neuhausen zu Metzingen
- Neuhengstett zu Althengstett
- Neuhütten zu Wüstenrot
- Neukirch zu Furtwangen
- Neukirch zu Rottweil
- Neulautern zu Wüstenrot
- Neumalsch zu Malsch
- Neumühl zu Kehl
- Neuneck zu Glatten
- Neunkirchen zu Bad Mergentheim
- Neunstetten zu Krautheim
- Neu-Nuifra zu Pfalzgrafenweiler
- Neuostheim/Neuhermsheim zu Mannheim
- Neuravensburg zu Wangen
- Neureut zu Karlsruhe
- Neureut zu Neuenstein
- Neurott zu Heidelberg
- Neusatz zu Bad Herrenalb
- Neusatz zu Bühl
- Neuses zu Igersheim
- Neustadt zu Titisee-Neustadt
- Neustadt zu Waiblingen
- Neuthard zu Karlsdorf-Neuthard
- Neutrauchburg zu Isny
- Neuweier zu Baden-Baden
- Neuweiler zu Weil
- Niebelsbach zu Keltern
- Niederbühl zu Rastatt
- Niedereggenen zu Schliengen
- Niedergebisbach zu Herrischried
- Niederhausen zu Rheinhausen im Breisgau
- Niederhof zu Murg
- Niederhofen zu Allmendingen
- Niederhofen zu Schwaigern
- Niederrimbach zu Creglingen
- Niederrimsingen zu Breisach
- Niederschopfheim zu Hohberg
- Niederwangen zu Wangen
- Niederwasser zu Hornberg
- Niederweiler zu Müllheim
- Niederwihl zu Görwihl
- Niederwinden zu Winden
- Niefern zu Niefern-Öschelbronn
- Niklashausen zu Werbach
- Nimburg zu Teningen
- Nitzenhausen zu Künzelsau
- Nöggenschwiel zu Weilheim
- Nonnenweier zu Schwanau
- Nord zu Stuttgart
- Nordhalden zu Blumberg
- Nordhausen zu Nordheim
- Nordhausen zu Unterschneidheim
- Nordschwaben zu Rheinfelden
- Nordstetten zu Horb
- Nordweil zu Kenzingen
- Norsingen zu Ehrenkirchen
- Nöttingen zu Remchingen
- Nußbach zu Oberkirch
- Nußbach zu Triberg
- Nußbaum zu Neulingen
- Nußdorf zu Eberdingen
- Nußdorf zu Überlingen
- Oberachern zu Achern
- Oberacker zu Kraichtal
- Oberalpfen zu Waldshut-Tiengen
- Oberau zu Freiburg
- Oberbalbach zu Lauda-Königshofen
- Oberbaldingen zu Bad Dürrheim
- Oberbalzheim zu Balzheim
- Oberbergen zu Vogtsburg
- Oberberken zu Schorndorf
- Oberbränd zu Eisenbach
- Oberbruch zu Bühl
- Oberbrüden zu Auenwald
- Oberdielbach zu Waldbrunn
- Oberdigisheim zu Meßstetten
- Oberdorf zu Bopfingen
- Obereggenen zu Schliengen
- Obereggingen zu Eggingen
- Obereisesheim zu Neckarsulm
- Oberentersbach zu Zell
- Obereppach zu Neuenstein
- Obereschach zu Villingen-Schwenningen
- Oberessendorf zu Eberhardzell
- Oberesslingen zu Esslingen
- Oberfischach zu Obersontheim
- Oberflacht zu Seitingen-Oberflacht
- Oberflockenbach zu Weinheim
- Obergimpern zu Bad Rappenau
- Oberginsbach zu Krautheim
- Oberglottertal zu Glottertal
- Obergriesheim zu Gundelsheim
- Obergrombach zu Bruchsal
- Oberhaugstett zu Neubulach
- Oberhausen zu Oberhausen-Rheinhausen
- Oberhausen zu Rheinhausen im Breisgau
- Oberhof zu Murg
- Oberholzheim zu Achstetten
- Oberiflingen zu Schopfloch
- Oberjesingen zu Herrenberg
- Oberjettingen zu Jettingen
- Oberkessach zu Schöntal
- Oberkirchberg zu Illerkirchberg
- Oberkirnach zu St. Georgen
- Oberkollbach zu Oberreichenbach
- Oberkollwangen zu Neuweiler
- Oberlauchringen zu Lauchringen
- Oberlauda zu Lauda-Königshofen
- Oberlengenhardt zu Schömberg
- Oberlenningen zu Lenningen
- Obermettingen zu Ühlingen-Birkendorf
- Obermünstertal zu Münstertal
- Obernau zu Rottenburg
- Oberndorf zu Herdwangen-Schönach
- Oberndorf zu Krautheim
- Oberndorf zu Kuppenheim
- Oberndorf zu Rottenburg
- Oberneudorf zu Buchen
- Oberohrn zu Pfedelbach
- Oberopfingen zu Kirchdorf
- Oberöwisheim zu Kraichtal
- Oberprechtal zu Elzach
- Oberrimbach zu Creglingen
- Oberrimsingen zu Breisach
- Oberrotweil zu Vogtsburg
- Obersasbach zu Sasbach
- Oberschefflenz zu Schefflenz
- Oberschmeien zu Sigmaringen
- Oberschopfheim zu Friesenheim
- Oberschüpf zu Boxberg
- Oberschwandorf zu Haiterbach
- Oberschwarzach zu Schwarzach
- Obersimonswald zu Simonswald
- Obersöllbach zu Neuenstein
- Oberspeltach zu Frankenhardt
- Obersteinach zu Ilshofen
- Obersteinbach zu Waldenburg
- Oberstenweiler zu Salem
- Oberstetten zu Hohenstein
- Oberstetten zu Niederstetten
- Oberstotzingen zu Niederstotzingen
- Obersulmetingen zu Laupheim
- Obertal zu Baiersbronn
- Obertal zu Esslingen
- Obertalheim zu Horb
- Obertsrot zu Gernsbach
- Obertürkheim zu Stuttgart
- Oberuhldingen zu Uhldingen-Mühlhofen
- Oberurbach zu Urbach
- Oberwachingen zu Uttenweiler
- Oberwälden zu Wangen
- Oberwangen zu Stühlingen
- Oberweier zu Bühl
- Oberweier zu Ettlingen
- Oberweier zu Friesenheim
- Oberweier zu Gaggenau
- Oberweissach zu Weissach
- Oberwihl zu Görwihl
- Oberwinden zu Winden
- Oberwittighausen zu Wittighausen
- Oberwittstadt zu Ravenstein
- Ochsenbach zu Leimen
- Ochsenbach zu Sachsenheim
- Ochsenberg zu Königsbronn
- Ochsenburg zu Zaberfeld
- Ochsenwang zu Bissingen
- Odelshofen zu Kehl
- Odenheim zu Östringen
- Ödenwaldstetten zu Hohenstein
- Ödernhardt zu Berglen
- Ödsbach zu Oberkirch
- Oeffingen zu Fellbach
- Oferdingen zu Reutlingen
- Offenhausen zu Gomadingen
- Offingen zu Uttenweiler
- Offnadingen zu Ehrenkirchen
- Öfingen zu Bad Dürrheim
- Öflingen zu Wehr
- Ofteringen zu Wutöschingen
- Oggelsbeuren zu Attenweiler
- Oggenhausen zu Heidenheim
- Ohmenheim zu Neresheim
- Ohnastetten zu St. Johann
- Ohrensbach zu Glottertal
- Ohrnberg zu Öhringen
- Ölbronn zu Ölbronn-Dürrn
- Ölkofen zu Hohentengen
- Olnhausen zu Jagsthausen
- Onolzheim zu Crailsheim
- Önsbach zu Achern
- Onstmettingen zu Albstadt
- Oos zu Baden-Baden
- Ooswinkel zu Baden-Baden
- Opfingen zu Freiburg
- Oppelsbohm zu Berglen
- Oppingen zu Nellingen
- Orendelsall zu Zweiflingen
- Orlach zu Braunsbach
- Orschweier zu Mahlberg
- Orsenhausen zu Schwendi
- Orsingen zu Orsingen-Nenzingen
- Öschelbronn zu Berglen
- Öschelbronn zu Gäufelden
- Öschelbronn zu Niefern-Öschelbronn
- Öschingen zu Mössingen
- Oßweil zu Ludwigsburg
- Ost zu Stuttgart
- Oststadt zu Karlsruhe
- Ostdorf zu Balingen
- Österberg zu Tübingen
- Ötlingen zu Weil
- Ottenbronn zu Althengstett
- Ottendorf zu Gaildorf
- Ottenhausen zu Straubenhardt
- Ottenheim zu Schwanau
- Ottersdorf zu Rastatt
- Otterswang zu Bad Schussenried
- Otterswang zu Pfullendorf
- Ottmarsheim zu Besigheim
- Ottoschwanden zu Freiamt
- Owingen zu Haigerloch
- Paimar zu Grünsfeld
- Palmbach zu Karlsruhe
- Pappelau zu Blaubeuren
- Paradies zu Konstanz
- Parksiedlung zu Ostfildern
- Patrick-Henry-Village zu Heidelberg
- Pattonville zu Kornwestheim
- Pattonville zu Remseck
- Perouse zu Rutesheim
- Peterstal zu Heidelberg
- Peterzell zu Alpirsbach
- Peterzell zu St. Georgen
- Pfaffenberg zu Zell
- Pfaffengrund zu Heidelberg
- Pfaffenrot zu Marxzell
- Pfaffenweiler zu Villingen-Schwenningen
- Pfäffingen zu Ammerbuch
- Pfahlbronn zu Alfdorf
- Pfahlheim zu Ellwangen
- Pfeffingen zu Albstadt
- Pfitzingen zu Niederstetten
- Pflaumloch zu Riesbürg
- Pflugfelden zu Ludwigsburg
- Pflummern zu Riedlingen
- Pfohren zu Donaueschingen
- Pfrondorf zu Nagold
- Pfrondorf zu Tübingen
- Pfrungen zu Wilhelmsdorf
- Pinache zu Wiernsheim
- Plattenhardt zu Filderstadt
- Pleutersbach zu Eberbach
- Plieningen zu Stuttgart
- Pliensauvorstadt zu Esslingen
- Pliensbach zu Zell
- Plittersdorf zu Rastatt
- Poltringen zu Ammerbuch
- Pommertsweiler zu Abtsgmünd
- Poppenhausen zu Wittighausen
- Poppenweiler zu Ludwigsburg
- Poppis zu Kressbronn am Bodensee
- Prag zu Stuttgart
- Präg zu Todtnau
- Prechtal zu Elzach
- Prinzbach zu Biberach
- Pülfringen zu Königheim
- Pulverdingen zu Vaihingen
- Queckbronn zu Weikersheim
- Querbach zu Kehl
- Radelstetten zu Lonsee
- Radelstetten zu Schwäbisch Gmünd
- Raderach zu Friedrichshafen
- Raidwangen zu Nürtingen
- Raitbach zu Schopfheim
- Raitenbuch zu Lenzkirch
- Raithaslach zu Stockach
- Rammersweier zu Offenburg
- Ramsbach zu Oppenau
- Ramtel zu Leonberg
- Randegg zu Gottmadingen
- Rappach zu Bretzfeld
- Rast zu Sauldorf
- Ratzenried zu Argenbühl
- Rauenberg zu Freudenberg
- Rauental zu Rastatt
- Rechberg zu Klettgau
- Rechberg zu Schwäbisch Gmünd
- Rechenberg zu Stimpfach
- Reckingen zu Küssaberg
- Regglisweiler zu Dietenheim
- Rehnenhof-Wetzgau zu Schwäbisch Gmünd
- Reichenbach zu Bad Schussenried
- Reichenbach zu Berglen
- Reichenbach zu Deggingen
- Reichenbach zu Donzdorf
- Reichenbach zu Gengenbach
- Reichenbach zu Hornberg
- Reichenbach zu Lahr
- Reichenbach zu Waldbronn
- Reichenbächle zu Schiltach
- Reichenbuch zu Mosbach
- Reicheneck zu Reutlingen
- Reichenhofen zu Leutkirch
- Reichental zu Gernsbach
- Reicholzheim zu Wertheim
- Reihen zu Sinsheim
- Reinerzau zu Alpirsbach
- Reinhardsachsen zu Walldürn
- Reinsbronn zu Creglingen
- Reinstetten zu Ochsenhausen
- Reischach zu Wald
- Reiselfingen zu Löffingen
- Reisenbach zu Mudau
- Remetschwiel zu Weilheim
- Remmingsheim zu Neustetten
- Renfrizhausen zu Sulz
- Rengershausen zu Bad Mergentheim
- Rengetsweiler zu Meßkirch
- Renhardsweiler zu Bad Saulgau
- Rettersburg zu Berglen
- Rettigheim zu Mühlhausen
- Reubach zu Rot
- Reudern zu Nürtingen
- Reusten zu Ammerbuch
- Reute zu Bad Waldsee
- Reute zu Eigeltingen
- Reute zu Mittelbiberach
- Reutin zu Alpirsbach
- Reutlingendorf zu Obermarchtal
- Reutti zu Amstetten
- Rexingen zu Horb
- Rheinau zu Mannheim
- Rheinbischofsheim zu Rheinau
- Rheinhausen zu Oberhausen-Rheinhausen
- Rheinheim zu Küssaberg
- Rheinsheim zu Philippsburg
- Rheinweiler zu Bad Bellingen
- Richen zu Eppingen
- Rickenbach zu Salem
- Riedbach zu Schrozberg
- Riedböhringen zu Blumberg
- Rieden zu Rosengarten
- Riedern zu Klettgau
- Riedern zu Ühlingen-Birkendorf
- Riedetsweiler zu Wald
- Riedheim zu Hilzingen
- Riedheim zu Markdorf
- Riedichen zu Zell
- Riedlingen zu Kandern
- Riedöschingen zu Blumberg
- Rielasingen zu Rielasingen-Worblingen
- Rielingshausen zu Marbach
- Rieselfeld zu Freiburg im Breisgau
- Riet zu Vaihingen
- Rietenau zu Aspach
- Rietheim zu Münsingen
- Rietheim zu Rietheim-Weilheim
- Rietheim zu Villingen-Schwenningen
- Rimsingen zu Breisach
- Rindelbach zu Ellwangen
- Rinderfeld zu Niederstetten
- Ringelbach zu Oberkirch
- Ringgenbach zu Meßkirch
- Ringgenweiler zu Horgenzell
- Ringingen zu Burladingen
- Ringingen zu Erbach
- Ringschnait zu Biberach
- Rinklingen zu Bretten
- Rinschheim zu Buchen
- Rippberg zu Walldürn
- Rippenweier zu Weinheim
- Rippolingen zu Bad Säckingen
- Rißegg zu Biberach
- Rißtissen zu Ehingen
- Ritschweier zu Weinheim
- Rittersbach zu Elztal
- Robern zu Fahrenbach
- Rockenau zu Eberbach
- Rodt zu Loßburg
- Roggenbeuren zu Deggenhausertal
- Röhlingen zu Ellwangen
- Rohracker zu Stuttgart
- Rohrau zu Gärtringen
- Rohrbach zu Eppingen
- Rohrbach zu Furtwangen
- Rohrbach zu Heidelberg
- Rohrbach zu Sinsheim
- Rohrbronn zu Remshalden
- Rohrdorf zu Eutingen
- Rohrdorf zu Isny
- Rohrdorf zu Meßkirch
- Rohrhardsberg zu Schonach
- Römlinsdorf zu Alpirsbach
- Rommelsbach zu Reutlingen
- Rommelshausen zu Kernen
- Rorgenwies zu Eigeltingen
- Rosna zu Mengen
- Roßfeld zu Crailsheim
- Roßwag zu Vaihingen
- Roßwälden zu Ebersbach
- Roßwangen zu Balingen
- Rot zu Bad Mergentheim
- Rot zu Burgrieden
- Rot zu St. Leon-Rot
- Röt zu Baiersbronn
- Rötenbach zu Bad Teinach-Zavelstein
- Rötenbach zu Friedenweiler
- Rotenberg zu Rauenberg
- Rotenberg zu Stuttgart
- Rötenberg zu Aichhalden
- Rotenfels zu Gaggenau
- Rotensol zu Bad Herrenalb
- Rotenzimmern zu Dietingen
- Rotfelden zu Ebhausen
- Rothenlachen zu Wald
- Röttingen zu Lauchheim
- Rottum zu Steinhausen an der Rottum
- Rotzel zu Laufenburg
- Rotzingen zu Görwihl
- Rübgarten zu Pliezhausen
- Ruchsen zu Möckmühl
- Rudenberg zu Titisee-Neustadt
- Rüdern zu Esslingen
- Ruhestetten zu Wald
- Rührberg zu Korntal-Münchingen
- Ruit zu Bretten
- Ruit zu Ostfildern
- Rulfingen zu Mengen
- Rumpfen zu Mudau
- Rupertshofen zu Attenweiler
- Ruppertshofen zu Ilshofen
- Rüppurr zu Karlsruhe
- Ruschweiler zu Illmensee
- Rüsselhausen zu Niederstetten
- Rußheim zu Dettenheim
- Rüßwihl zu Görwihl
- Rütschdorf zu Hardheim
- Rütte zu Herrischried
- Sachsenflur zu Lauda-Königshofen
- Sachsenhausen zu Giengen
- Sachsenhausen zu Wertheim
- Saig zu Lenzkirch
- Salmbach zu Engelsbrand
- Salmendingen zu Burladingen
- Salzert zu Lörrach
- Salzstetten zu Waldachtal
- Sand zu Willstätt
- Sandhofen zu Mannheim
- Sandweier zu Baden-Baden
- Sankt Bernhardt zu Esslingen
- Sankt Georgen zu Freiburg
- St. Ilgen zu Leimen
- St. Leon zu St. Leon-Rot
- St. Ulrich zu Bollschweil
- St. Wilhelm zu Oberried
- Sasbachried zu Achern
- Sattelbach zu Mosbach
- Sauggart zu Uttenweiler
- Schabenhausen zu Niedereschach
- Schachen zu Albbruck
- Schafhausen zu Weil
- Schäftersheim zu Weikersheim
- Schaiblishausen zu Ehingen
- Schalkstetten zu Amstetten
- Schanbach zu Aichwald
- Schapbach zu Bad Rippoldsau-Schapbach
- Scharenstetten zu Dornstadt
- Scharnhausen zu Ostfildern
- Scharnhauser Park zu Ostfildern
- Schatthausen zu Wiesloch
- Scheidental zu Mudau
- Schelingen zu Vogtsburg
- Schellbronn zu Neuhausen
- Schemmerberg zu Schemmerhofen
- Scheppach zu Bretzfeld
- Scheringen zu Limbach
- Scherzheim zu Lichtenau
- Scherzingen zu Ehrenkirchen
- Schielberg zu Marxzell
- Schienen zu Öhningen
- Schietingen zu Nagold
- Schillingstadt zu Ahorn
- Schlächtenhaus zu Steinen
- Schlageten zu St. Blasien
- Schlatt zu Bad Krozingen
- Schlatt zu Hechingen
- Schlatt zu Hilzingen
- Schlatt zu Singen
- Schlattstall zu Lenningen
- Schlechtbach zu Rudersberg
- Schlechtnau zu Todtnau
- Schlichten zu Schorndorf
- Schlierbach zu Heidelberg
- Schlierstadt zu Osterburken
- Schloßau zu Mudau
- Schloßberg zu Bopfingen
- Schluchtern zu Leingarten
- Schluttenbach zu Ettlingen
- Schmalegg zu Ravensburg
- Schmalfelden zu Schrozberg
- Schmerbach zu Creglingen
- Schmiden zu Fellbach
- Schmidhausen zu Beilstein
- Schmidsfelden zu Leutkirch
- Schmie zu Maulbronn
- Schmiechen zu Schelklingen
- Schmieh zu Bad Teinach-Zavelstein
- Schmieheim zu Kippenheim
- Schmitzingen zu Waldshut-Tiengen
- Schnait zu Weinstadt
- Schnaitheim zu Heidenheim
- Schnetzenhausen zu Friedrichshafen
- Schnittlingen zu Böhmenkirch
- Schochenbach zu Furtwangen
- Schöckingen zu Ditzingen
- Schollach zu Eisenbach
- Schöllbronn zu Ettlingen
- Schollbrunn zu Waldbrunn
- Schömberg zu Loßburg
- Schomburg zu Wangen
- Schönau zu Mannheim
- Schönberg zu Seelbach
- Schönblick/Winkelwiese zu Tübingen
- Schönbronn zu Wildberg
- Schönebürg zu Schwendi
- Schönenbach zu Furtwangen
- Schönenbach zu Schluchsee
- Schönfeld zu Großrinderfeld
- Schopflenberg zu Göppingen
- Schopfloch zu Lenningen
- Schornbach zu Schorndorf
- Schörzingen zu Schömberg
- Schozach zu Ilsfeld
- Schrezheim zu Ellwangen
- Schura zu Trossingen
- Schuttern zu Friesenheim
- Schutterzell zu Neuried
- Schützingen zu Illingen
- Schwabbach zu Bretzfeld
- Schwabhausen zu Boxberg
- Schwabsberg zu Rainau
- Schwackenreute zu Mühlingen
- Schwaibach zu Gengenbach
- Schwalldorf zu Rottenburg
- Schwandorf zu Neuhausen
- Schwanheim zu Schönbrunn
- Schwaningen zu Stühlingen
- Schwann zu Straubenhardt
- Schwarzach zu Rheinmünster
- Schwärzenbach zu Titisee-Neustadt
- Schwarzenberg zu Baiersbronn
- Schwarzenberg zu Schömberg
- Schweigern zu Boxberg
- Schweighausen zu Schuttertal
- Schweighof zu Badenweiler
- Schweigmatt zu Schopfheim
- Schweinberg zu Hardheim
- Schweindorf zu Neresheim
- Schweinhausen zu Hochdorf
- Schwenningen zu Villingen-Schwenningen
- Schwerzen zu Wutöschingen
- Schwetzingerstadt/Oststadt zu Mannheim
- Schwöllbronn zu Öhringen
- Sechselberg zu Althütte
- Seckenheim zu Mannheim
- Seebronn zu Rottenburg
- Seeburg zu Bad Urach
- Seedorf zu Dunningen
- Seefelden zu Buggingen
- Segeten zu Görwihl
- Seibranz zu Bad Wurzach
- Seißen zu Blaubeuren
- Seitingen zu Seitingen-Oberflacht
- Selbach zu Gaggenau
- Selgetsweiler zu Hohenfels
- Sennfeld zu Adelsheim
- Sentenhart zu Wald
- Seppenhofen zu Löffingen
- Serach zu Esslingen
- Serres zu Wiernsheim
- Sickenhausen zu Reutlingen
- Sickingen zu Hechingen
- Siebeneich zu Bretzfeld
- Siegelau zu Gutach
- Sielmingen zu Filderstadt
- Siensbach zu Waldkirch
- Sießen zu Schwendi
- Siggen zu Argenbühl
- Siglingen zu Neudenau
- Sigmarswangen zu Sulz
- Silberstreifen zu Rheinstetten
- Sillenbuch zu Stuttgart
- Simmringen zu Igersheim
- Simprechtshausen zu Mulfingen
- Sindeldorf zu Schöntal
- Sindolsheim zu Rosenberg
- Sindringen zu Forchtenberg
- Singen zu Remchingen
- Sinningen zu Kirchberg
- Sirchingen zu Bad Urach
- Sirnau zu Esslingen
- Sitzenkirch zu Kandern
- Söhnstetten zu Steinheim
- Solitude zu Stuttgart
- Söllingen zu Pfinztal
- Söllingen zu Rheinmünster
- Sommenhardt zu Bad Teinach-Zavelstein
- Sommerrain zu Stuttgart
- Sonderbuch zu Blaubeuren
- Sonderbuch zu Zwiefalten
- Sondernach zu Schelklingen
- Sonderriet zu Wertheim
- Sontheim zu Heilbronn
- Sontheim zu Heroldstatt
- Sparwiesen zu Uhingen
- Spessart zu Ettlingen
- Spielbach zu Schrozberg
- Spielberg zu Altensteig
- Spielberg zu Karlsbad
- Spielberg zu Sachsenheim
- Spindelwag zu Rot
- Spöck zu Ostrach
- Spöck zu Stutensee
- Sprantal zu Bretten
- Stadelhofen zu Oberkirch
- Stafflangen zu Biberach
- Staffort zu Stutensee
- Stahringen zu Radolfzell
- Stammheim zu Calw
- Stammheim zu Stuttgart
- Starzeln zu Burladingen
- Staufen zu Grafenhausen
- Staufenberg zu Gernsbach
- Stebbach zu Gemmingen
- Stein zu Hechingen
- Stein zu Königsbach-Stein
- Stein zu Neuenstadt
- Steinach zu Berglen
- Steinasäge zu Bonndorf
- Steinbach zu Baden-Baden
- Steinbach zu Külsheim
- Steinbach zu Künzelsau
- Steinbach zu Mudau
- Steinberg zu Staig
- Steinegg zu Neuhausen
- Steinenberg zu Rudersberg
- Steinenkirch zu Böhmenkirch
- Steinenstadt zu Neuenburg
- Steinfurt zu Külsheim
- Steingebronn zu Gomadingen
- Steinhausen zu Bad Schussenried
- Steinhilben zu Trochtelfingen
- Steinkirchen zu Braunsbach
- Steinsfurt zu Sinsheim
- Sterneck zu Loßburg
- Stetten zu Achstetten
- Stetten zu Burladingen
- Stetten zu Engen
- Stetten zu Haigerloch
- Stetten zu Hechingen
- Stetten zu Hohentengen
- Stetten zu Kernen
- Stetten zu Leinfelden-Echterdingen
- Stetten zu Lörrach
- Stetten zu Mühlheim
- Stetten zu Niederstotzingen
- Stetten zu Schwaigern
- Stetten zu Zimmern
- Stettfeld zu Ubstadt-Weiher
- Stockach zu Gomaringen
- Stockburg zu St. Georgen
- Stockenhausen zu Balingen
- Stockheim zu Brackenheim
- Stocksberg zu Beilstein
- Stollhofen zu Rheinmünster
- Storzingen zu Stetten
- Stötten zu Geislingen
- Straßdorf zu Schwäbisch Gmünd
- Streichen zu Balingen
- Strittmatt zu Görwihl
- Strümpfelbach zu Backnang
- Strümpfelbach zu Weinstadt
- Strümpfelbrunn zu Waldbrunn
- Stubersheim zu Amstetten
- Stühlinger zu Freiburg
- Stupferich zu Karlsruhe
- Stuppach zu Bad Mergentheim
- Stürzenhardt zu Buchen
- Süd zu Stuttgart
- Südstadt zu Heidelberg
- Südstadt zu Tübingen
- Suggental zu Waldkirch
- Sulmingen zu Maselheim
- Sulz zu Lahr
- Sulz zu Wildberg
- Sulzau zu Starzach
- Sulzbach zu Billigheim
- Sulzbach zu Gaggenau
- Sulzbach zu Malsch
- Sulzbach zu Sulzbach-Laufen
- Sulzbach zu Weinheim
- Sülzbach zu Obersulm
- Sulzdorf zu Schwäbisch Hall
- Sulzgries zu Esslingen
- Sumpfohren zu Hüfingen
- Sunthausen zu Bad Dürrheim
- Suppingen zu Laichingen
- Täbingen zu Rosenfeld
- Tafertsweiler zu Ostrach
- Tailfingen zu Albstadt
- Tailfingen zu Gäufelden
- Tairnbach zu Mühlhausen
- Taisersdorf zu Owingen
- Taldorf zu Ravensburg
- Talheim zu Mössingen
- Talheim zu Tengen
- Tanau zu Durlangen
- Tannau zu Tettnang
- Tannenkirch zu Kandern
- Tannhausen zu Aulendorf
- Tannheim zu Villingen-Schwenningen
- Temmenhausen zu Dornstadt
- Tennenbronn zu Schramberg
- Thalheim zu Leibertingen
- Thanheim zu Bisingen
- Thomashardt zu Lichtenwald
- Thurner zu St. Märgen
- Tiefenbach zu Crailsheim
- Tiefenbach zu Gundelsheim
- Tiefenbach zu Östringen
- Tiefenhäusern zu Höchenschwand
- Tiengen zu Freiburg
- Tiengen zu Waldshut-Tiengen
- Tiergarten zu Oberkirch
- Tieringen zu Meßstetten
- Tigerfeld zu Pfronstetten
- Tischardt zu Frickenhausen
- Titisee zu Titisee-Neustadt
- Todtnauberg zu Todtnau
- Tomerdingen zu Dornstadt
- Trailfingen zu Münsingen
- Treffelhausen zu Böhmenkirch
- Treschklingen zu Bad Rappenau
- Trichtingen zu Epfendorf
- Triensbach zu Crailsheim
- Trienz zu Fahrenbach
- Trillfingen zu Haigerloch
- Trochtelfingen zu Bopfingen
- Truchtelfingen zu Albstadt
- Trugenhofen zu Dischingen
- Tüfingen zu Salem
- Tüllingen zu Lörrach
- Tumlingen zu Waldachtal
- Tumringen zu Lörrach
- Tüngental zu Schwäbisch Hall
- Tunsel zu Bad Krozingen
- Tunzhofen zu Stuttgart
- Türkheim zu Geislingen
- Tutschfelden zu Herbolzheim
- Überauchen zu Brigachtal
- Überberg zu Altensteig
- Überlingen zu Singen
- Übrigshausen zu Untermünkheim
- Ubstadt zu Ubstadt-Weiher
- Uhlbach zu Stuttgart
- Ühlingen zu Ühlingen-Birkendorf
- Uiffingen zu Boxberg
- Uigendorf zu Unlingen
- Uissigheim zu Külsheim
- Ulm zu Lichtenau
- Ulm zu Renchen
- Unadingen zu Löffingen
- Undingen zu Sonnenbühl
- Universität zu Tübingen
- Unteralpfen zu Albbruck
- Unteraspach zu Ilshofen
- Unterbalbach zu Lauda-Königshofen
- Unterbaldingen zu Bad Dürrheim
- Unterbalzheim zu Balzheim
- Unterböhringen zu Bad Überkingen
- Unterbränd zu Bräunlingen
- Unterbrüden zu Auenwald
- Unterdeufstetten zu Fichtenau
- Unterdigisheim zu Meßstetten
- Untereggingen zu Eggingen
- Unterentersbach zu Zell
- Unteressendorf zu Hochdorf
- Untergimpern zu Neckarbischofsheim
- Unterginsbach zu Krautheim
- Unterglottertal zu Glottertal
- Untergriesheim zu Bad Friedrichshall
- Untergrombach zu Bruchsal
- Untergröningen zu Abtsgmünd
- Unterharmersbach zu Zell
- Unterhaugstett zu Bad Liebenzell
- Unterhausen zu Lichtenstein
- Unterheimbach zu Bretzfeld
- Unterheinriet zu Untergruppenbach
- Unteribental zu Buchenbach
- Unteriflingen zu Schopfloch
- Unterjesingen zu Tübingen
- Unterjettingen zu Jettingen
- Unterkessach zu Widdern
- Unterkirchberg zu Illerkirchberg
- Unterkochen zu Aalen
- Unterlauchringen zu Lauchringen
- Unterlengenhardt zu Bad Liebenzell
- Unterlenningen zu Lenningen
- Untermberg zu Bietigheim-Bissingen
- Untermettingen zu Ühlingen-Birkendorf
- Untermünstertal zu Münstertal
- Untermusbach zu Freudenstadt
- Unterneudorf zu Buchen
- Unteröwisheim zu Kraichtal
- Unterriexingen zu Markgröningen
- Unterriffingen zu Bopfingen
- Unterrot zu Gaildorf
- Unterschefflenz zu Schefflenz
- Unterschmeien zu Sigmaringen
- Unterschüpf zu Boxberg
- Unterschwandorf zu Haiterbach
- Unterschwarzach zu Bad Wurzach
- Unterschwarzach zu Schwarzach
- Untersiggingen zu Deggenhausertal
- Untersimonswald zu Simonswald
- Untersontheim zu Obersontheim
- Untersteinbach zu Pfedelbach
- Untersulmetingen zu Laupheim
- Untertalheim zu Horb
- Untertürkheim zu Stuttgart
- Unteruhldingen zu Uhldingen-Mühlhofen
- Unterurbach zu Urbach
- Unterwangen zu Stühlingen
- Unterweiler zu Ulm
- Unterweissach zu Weissach
- Unterwilflingen zu Unterschneidheim
- Unterwittighausen zu Wittighausen
- Unterwittstadt zu Ravenstein
- Unzhurst zu Ottersweier
- Upfingen zu St. Johann
- Upflamör zu Zwiefalten
- Urach zu Vöhrenbach
- Urberg zu Dachsberg
- Urloffen zu Appenweier
- Urnau zu Deggenhausertal
- Urphar zu Wertheim
- Ursenbach zu Schriesheim
- Ursendorf zu Hohentengen
- Urspring zu Lonsee
- Uttenhofen zu Rosengarten
- Uttenhofen zu Tengen
- Utzmemmingen zu Riesbürg
- Vaihingen zu Stuttgart
- Varnhalt zu Baden-Baden
- Vauban zu Freiburg
- Veringendorf zu Veringenstadt
- Verrenberg zu Öhringen
- Vesperweiler zu Waldachtal
- Vierundzwanzig Höfe zu Loßburg
- Vilchband zu Wittighausen
- Villingen zu Villingen-Schwenningen
- Vilsingen zu Inzigkofen
- Vimbuch zu Bühl
- Vogelstang zu Mannheim
- Vögisheim zu Müllheim
- Völkersbach zu Malsch
- Volkersheim zu Ehingen
- Völlkofen zu Hohentengen
- Vollmaringen zu Nagold
- Vollmersdorf zu Hardheim
- Vorbachzimmern zu Niederstetten
- Vorderheubach zu Heiligkreuzsteinach
- Vordersteinenberg zu Alfdorf
- Vorderweißbuch zu Berglen
- Wachbach zu Bad Mergentheim
- Wachendorf zu Starzach
- Wagenschwend zu Limbach
- Wagenstadt zu Herbolzheim
- Wagensteig zu Buchenbach
- Wagshurst zu Achern
- Wahlwies zu Stockach
- Walbertsweiler zu Wald
- Waldangelloch zu Sinsheim
- Waldau zu Titisee-Neustadt
- Waldbach zu Bretzfeld
- Waldburg zu Ravensburg
- Walddorf zu Altensteig
- Walddorf zu Walddorfhäslach
- Wälde zu Loßburg
- Wäldenbronn zu Esslingen
- Waldenhausen zu Wertheim
- Wäldershub zu Fichtenau
- Waldhausen zu Aalen
- Waldhausen zu Altheim
- Waldhausen zu Bräunlingen
- Waldhausen zu Buchen
- Waldhausen zu Geislingen
- Waldhausen zu Lorch
- Waldhäuser Ost zu Tübingen
- Waldhilsbach zu Neckargemünd
- Waldhof zu Mannheim
- Waldkatzenbach zu Waldbrunn
- Waldkirch zu Waldshut-Tiengen
- Waldmannshofen zu Creglingen
- Waldmannshofen zu Eschach
- Waldmössingen zu Schramberg
- Waldmühlbach zu Billigheim
- Waldprechtsweier zu Malsch
- Waldrems zu Backnang
- Waldrennach zu Neuenbürg
- Waldsee zu Freiburg
- Waldshut zu Waldshut-Tiengen
- Waldstadt zu Karlsruhe
- Waldstetten zu Höpfingen
- Waldtann zu Kreßberg
- Waldulm zu Kappelrodeck
- Waldwimmersbach zu Lobbach
- Wallbach zu Bad Säckingen
- Wallburg zu Ettenheim
- Wallstadt zu Mannheim
- Walpertshofen zu Mietingen
- Waltershofen zu Freiburg
- Waltershofen zu Kißlegg
- Waltersweier zu Offenburg
- Walxheim zu Unterschneidheim
- Wangen zu Illerrieden
- Wangen zu Öhningen
- Wangen zu Ostrach
- Wangen zu Stuttgart
- Wankheim zu Kusterdingen
- Wanne zu Tübingen
- Warmbronn zu Leonberg
- Wart zu Altensteig
- Wasenweiler zu Ihringen
- Wasser zu Emmendingen
- Wasser zu Sauldorf
- Wasseralfingen zu Aalen
- Watterdingen zu Tengen
- Weberberg zu Biberach
- Weckrieden zu Schwäbisch Hall
- Wehrhalden zu Herrischried
- Weiden zu Dornhan
- Weier zu Offenburg
- Weigheim zu Villingen-Schwenningen
- Weiher zu Ubstadt-Weiher
- Weihungszell zu Schwendi
- Weil zu Esslingen
- Weil zu Tengen
- Weildorf zu Haigerloch
- Weildorf zu Salem
- Weiler zu Blaubeuren
- Weiler zu Ebersbach
- Weiler zu Geislingen
- Weiler zu Keltern
- Weiler zu Königsfeld
- Weiler zu Leutenbach
- Weiler zu Moos
- Weiler zu Obersulm
- Weiler zu Pfaffenhofen
- Weiler zu Rottenburg
- Weiler zu Schorndorf
- Weiler zu Schwäbisch Gmünd
- Weiler zu Sinsheim
- Weilersbach zu Villingen-Schwenningen
- Weilersteußlingen zu Allmendingen
- Weilheim zu Hechingen
- Weilheim zu Rietheim-Weilheim
- Weilheim zu Tübingen
- Weilimdorf zu Stuttgart
- Weilstetten zu Balingen
- Weingarten zu Freiburg im Breisgau
- Weinsteige zu Stuttgart
- Weinstetten zu Staig
- Weipertshofen zu Stimpfach
- Weisbach zu Waldbrunn
- Weißenburgpark zu Stuttgart
- Weißenhof zu Stuttgart
- Weißenhof zu Weinsberg
- Weißenhofsiedlung zu Stuttgart
- Weißenstein zu Lauterstein
- Weisweil zu Klettgau
- Weitenau zu Steinen
- Weitenung zu Bühl
- Weiterdingen zu Hilzingen
- Weitingen zu Eutingen
- Weizen zu Stühlingen
- Weldingsfelden zu Ingelfingen
- Wellendingen zu Bonndorf
- Welmlingen zu Efringen-Kirchen
- Welschensteinach zu Steinach
- Welschingen zu Engen
- Wendelsheim zu Rottenburg
- Wenden zu Ebhausen
- Wenkheim zu Werbach
- Wennedach zu Ochsenhausen
- Werbachhausen zu Werbach
- Wermutshausen zu Niederstetten
- Wessental zu Freudenberg
- Wessingen zu Bisingen
- West zu Stuttgart
- Westernach zu Kupferzell
- Westernbach zu Zweiflingen
- Westernhausen zu Schöntal
- Westgartshausen zu Crailsheim
- Westheim zu Rosengarten
- Weststadt zu Heidelberg
- Weststadt zu Tübingen
- Wettelbrunn zu Staufen
- Wettersbach zu Karlsruhe
- Wettersdorf zu Walldürn
- Wiblingen zu Ulm
- Wieblingen zu Heidelberg
- Wiechs zu Schopfheim
- Wiechs zu Steißlingen
- Wiechs zu Tengen
- Wiehre zu Freiburg
- Wiesenbach zu Blaufelden
- Wiesenstetten zu Empfingen
- Wiesental zu Waghäusel
- Wildenstein zu Fichtenau
- Wildentierbach zu Niederstetten
- Wildgutach zu Simonswald
- Wildtal zu Gundelfingen
- Wilferdingen zu Remchingen
- Wilfingen zu Dachsberg
- Wilflingen zu Langenenslingen
- Wilflingen zu Wellendingen
- Willaringen zu Rickenbach
- Willmandingen zu Sonnenbühl
- Willsbach zu Obersulm
- Wilsingen zu Trochtelfingen
- Wimmental zu Weinsberg
- Windenreute zu Emmendingen
- Windischbuch zu Boxberg
- Windischenbach zu Pfedelbach
- Windschläg zu Offenburg
- Wintersdorf zu Rastatt
- Winterspüren zu Stockach
- Winterstetten zu Leutkirch
- Winterstettendorf zu Ingoldingen
- Winterstettenstadt zu Ingoldingen
- Wintersulgen zu Heiligenberg
- Wintersweiler zu Efringen-Kirchen
- Winzeln zu Fluorn-Winzeln
- Winzenhofen zu Schöntal
- Winzerhausen zu Großbottwar
- Winzingen zu Donzdorf
- Wippingen zu Blaustein
- Wißgoldingen zu Waldstetten
- Wittelbach zu Seelbach
- Wittendorf zu Loßburg
- Wittenhofen zu Deggenhausertal
- Wittenschwand zu Dachsberg
- Wittental zu Stegen
- Wittenweier zu Schwanau
- Wittenweiler zu Blaufelden
- Wittershausen zu Vöhringen
- Wittlekofen zu Bonndorf
- Wittlensweiler zu Freudenstadt
- Wittlingen zu Bad Urach
- Wohlmuthausen zu Forchtenberg
- Wölchingen zu Boxberg
- Wolfartsweier zu Karlsruhe
- Wolfartsweiler zu Bad Saulgau
- Wolfenhausen zu Neustetten
- Wolfenweiler zu Schallstadt
- Wolketsweiler zu Horgenzell
- Wollbach zu Kandern
- Wollenberg zu Bad Rappenau
- Wolpadingen zu Dachsberg
- Wolterdingen zu Donaueschingen
- Worblingen zu Rielasingen-Worblingen
- Worndorf zu Neuhausen
- Wöschbach zu Pfinztal
- Wössingen zu Walzbachtal
- Wuchzenhofen zu Leutkirch
- Würm zu Pforzheim
- Würmersheim zu Durmersheim
- Wurmlingen zu Rottenburg
- Würtingen zu St. Johann
- Würzbach zu Oberreichenbach
- Wyhlen zu Grenzach-Wyhlen
- Yach zu Elzach
- Zähringen zu Freiburg
- Zainingen zu Römerstein
- Zaisenhausen zu Mulfingen
- Zaisersweiher zu Maulbronn
- Zang zu Königsbronn
- Zarten zu Kirchzarten
- Zastler zu Oberried
- Zavelstein zu Bad Teinach-Zavelstein
- Zazenhausen zu Stuttgart
- Zell zu Esslingen
- Zell zu Pfullendorf
- Zell zu Riedlingen
- Zell-Weierbach zu Offenburg
- Zepfenhan zu Rottweil
- Zeutern zu Ubstadt-Weiher
- Ziegelbach zu Bad Wurzach
- Ziegelhausen zu Heidelberg
- Zienken zu Neuenburg
- Zierolshofen zu Kehl
- Zillhausen zu Balingen
- Zimmerhof zu Bad Rappenau
- Zimmerholz zu Engen
- Zimmern zu Bisingen
- Zimmern zu Grünsfeld
- Zimmern zu Immendingen
- Zimmern zu Seckach
- Zipplingen zu Unterschneidheim
- Zizenhausen zu Stockach
- Zizishausen zu Nürtingen
- Zöbingen zu Unterschneidheim
- Zogenweiler zu Horgenzell
- Zollberg zu Esslingen
- Zollenreute zu Aulendorf
- Zoznegg zu Mühlingen
- Zuffenhausen zu Stuttgart
- Zuflucht zu Bad Peterstal-Griesbach
- Zunsweier zu Offenburg
- Zunzingen zu Müllheim
- Zusenhofen zu Oberkirch
- Zußdorf zu Wilhelmsdorf
- Züttlingen zu Möckmühl
- Zwerenberg zu Neuweiler
- Zwiefaltendorf zu Riedlingen